# Jeux olympiques d'hiver de 1968
Pour les articles homonymes, voir Jeux olympiques de 1968.
Les Jeux olympiques d'hiver de 1968, officiellement connus comme les Xes Jeux olympiques d'hiver, se déroulent du 6 au 18 février 1968. La ville candidate, Grenoble, obtient les Jeux dès sa première tentative. Elle est la deuxième ville française à accueillir les Jeux olympiques d'hiver après Chamonix en 1924. L’ensemble des sites de compétition se situent dans le département de l'Isère, à Grenoble pour les épreuves de patinage artistique, de hockey sur glace et de patinage de vitesse, ainsi que dans les stations de sports d'hiver qui entourent la ville pour les autres épreuves.
Les Jeux rassemblent 1 158 athlètes de 37 pays, ce qui constitue un record à l'époque pour les Jeux d'hiver. Ils se mesurent dans dix disciplines qui regroupent un total de 35 épreuves officielles, soit une de plus qu'en 1964. Pour la première fois, l'Allemagne de l'Est et l'Allemagne de l'Ouest sont présentes séparément, tandis que le Maroc effectue sa première participation.
La Norvège finit en tête du classement des nations en remportant quatorze médailles dont six en or. L'équipe de France obtient son meilleur total jusqu'alors dans l'histoire des Jeux d'hiver avec neuf médailles, un résultat couronné par la performance individuelle de Jean-Claude Killy, qui remporte trois médailles d'or dans les trois disciplines de ski alpin.
Ces Jeux innovent dans plusieurs domaines comme l'utilisation de tests antidopage, de tests de féminité, d'une identité visuelle globale, du chronométrage électronique ou de la retransmission télévisée en couleur via satellite. Si les dépenses liées à l'événement affectent durablement les finances de la ville de Grenoble, les Jeux la font rentrer dans la modernité et lui confèrent l'image d'une ville dynamique. La ville se dote d'équipements généraux et de nouvelles infrastructures sportives ou routières dont la réalisation est accélérée par le biais de cette organisation. Si certaines installations sont abandonnées après les Jeux, comme la piste de bobsleigh de l'Alpe d'Huez ou le tremplin de saut de Saint-Nizier-du-Moucherotte, d'autres sont conservées au bénéfice de la population grenobloise, comme les logements du village olympique ou le stade de glace, converti en Palais des sports et utilisé aussi bien dans le cadre de manifestations sportives que culturelles. L'État, qui finance les Jeux à hauteur de 80 %, y voit un moyen d'accroître le prestige de la France, tout en mettant en œuvre des projets de modernisation des stations de sports d'hiver et de promotion du tourisme.

## Sélection de la ville-hôte
L'idée d'une candidature de Grenoble pour accueillir les Jeux d'hiver apparaît pour la première fois dans la presse régionale le 24 novembre 1960. Elle émane de Francis Raoul, préfet de l'Isère, de Raoul Arduin, président du Comité de Ski du Dauphiné, de l'architecte Laurent Chappis et de l'ingénieur des ponts et chaussées au chef-lieu de l'Isère Georges Cumin. Elle reçoit l'approbation immédiate de la municipalité de la ville. Albert Michallon, maire de la commune, adresse le 30 décembre 1960 une lettre au Comité international olympique dans laquelle il déclare officiellement la candidature de Grenoble pour accueillir la dixième édition des Jeux olympiques d'hiver, en 1968. Cette candidature reçoit le soutien des stations de sports d'hiver qui entourent la ville et celui du Conseil général de l'Isère. Un comité pour la candidature de Grenoble est créé en décembre 1961. Il est présidé par Albert Michallon et reçoit 170 000 francs de subvention, dont 50 000 francs de la part de la ville de Grenoble, 50 000 francs de la part du Conseil général et 70 000 francs de la part de l'ensemble des stations de sports d'hiver associées à la candidature.

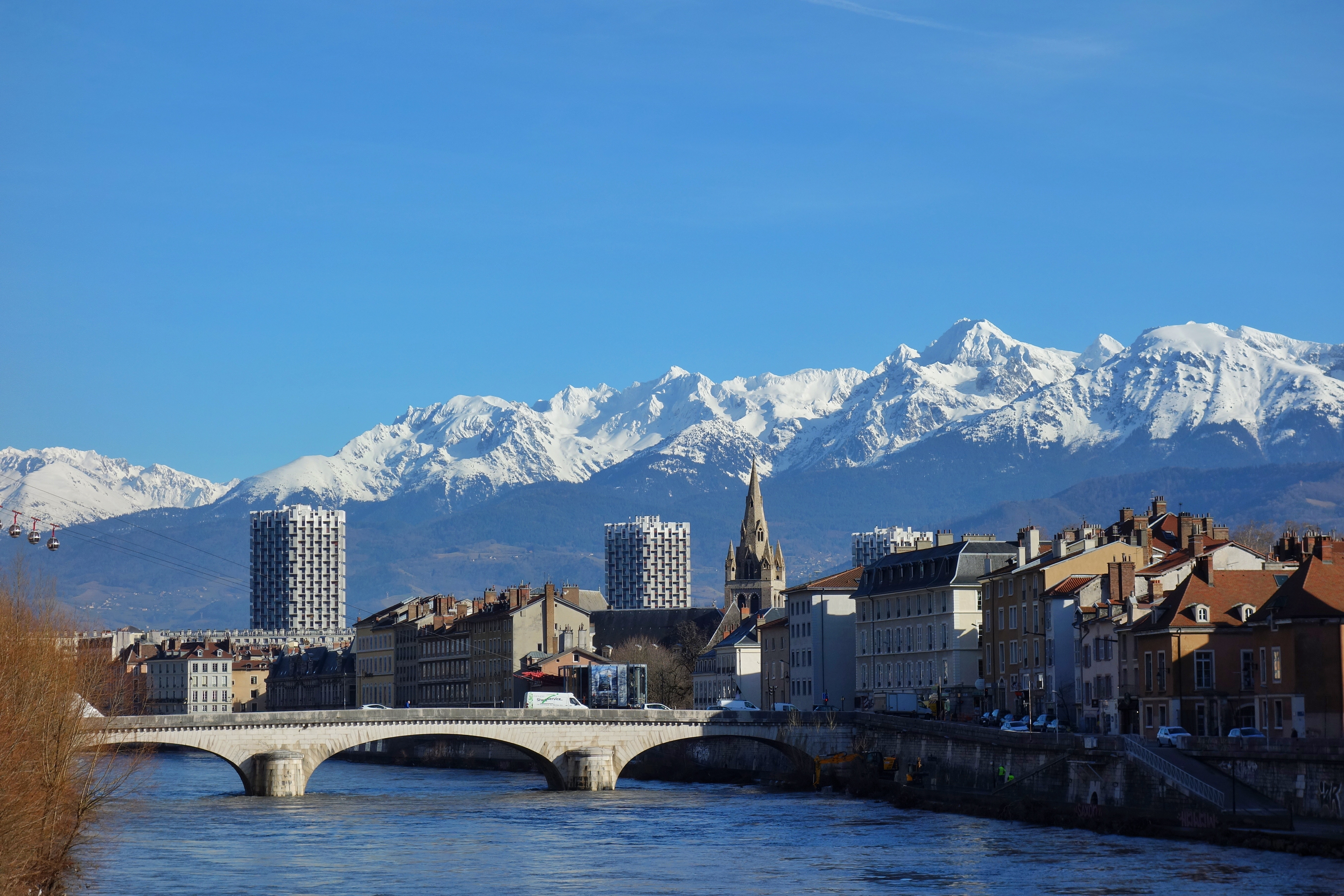
Grenoble entourée par les Alpes.

L'État soutient fermement cette candidature : le président de la République Charles de Gaulle voit dans l'organisation des Jeux un moyen d'accroître le prestige de la France tout en mettant en œuvre des projets de modernisation des stations de sports d'hiver pour promouvoir le tourisme. Pour la municipalité grenobloise, l'enjeu est d'accélérer les projets d'urbanisme afin de rattraper le retard de la ville. Marquée par une croissance démographique et économique exceptionnelle après la fin de la Seconde Guerre mondiale, Grenoble est alors plus une ville industrielle qu'une ville de montagne. Elle possède l'image d'une ville moderne et dynamique notamment grâce à la croissance rapide de son Université et à l'implantation du premier Centre d'études nucléaires en dehors de la région parisienne en 1956, mais elle apparaît sous-équipée en matière d'infrastructures de transport et d'équipements urbains. Un rapport ministériel de 1964 précise notamment que « Les équipements urbains existant à Grenoble correspondent aux besoins d'une ville de 80 000 habitants, alors que les besoins sont ceux d'une ville de 300 000 habitants ». Le dossier de candidature affirme pourtant que la ville est très bien équipée.
Cinq autres villes sont candidates pour accueillir les Jeux d'hiver de 1968 : Calgary au Canada, Lahti en Finlande, Sapporo au Japon, Oslo en Norvège et Lake Placid aux États-Unis, ces deux dernières ayant déjà accueilli les Jeux en 1952 et 1932. La candidature grenobloise est présentée par un film innovant produit par Jack Lesage. Le vote a lieu le 28 janvier 1964 lors de la 61e session du CIO, qui se déroule à Innsbruck en Autriche, juste avant l'ouverture des Jeux. Au troisième tour du vote, Grenoble l'emporte face à Calgary avec 27 voix contre 24. Elle devient ainsi la deuxième ville française hôte des Jeux d'hiver, alors que les premiers de l'histoire se sont tenus à Chamonix en 1924,.

## Organisation

### Comité d'organisation

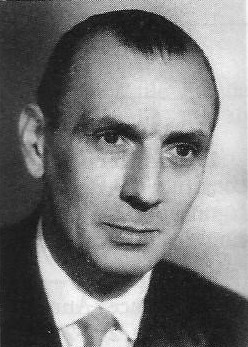
Albert Michallon, président du Comité d'organisation.

Le comité d'organisation des Jeux voit le jour le 10 juillet 1964 sous le nom officiel de « Comité d'organisation des Xes Jeux olympiques d'hiver » (COJO). Il est présidé par Albert Michallon, maire de Grenoble, tandis que Pierre Randet, ancien Directeur de l'Aménagement du Territoire, en est nommé directeur général. Il assume également la fonction de commissaire du gouvernement chargé de coordonner l'intervention des administrations. Il assure ainsi la cohérence des projets liés à l'organisation des Jeux tout en les soumettant à l'approbation du Comité international olympique (CIO). En 1966, Pierre Randet démissionne. Robert Héraud, président de l'Institut national des sports, prend en charge la direction générale, tandis que la mission de commissaire du gouvernement est supprimée. La coordination de l'organisation générale des Jeux est alors confiée directement au ministre de la Jeunesse et des Sports, en l'occurrence François Missoffe, sous contrôle du premier ministre.
Le conseil d'administration du COJO, qui assure le choix des grandes options et le contrôle de l'organisation des Jeux, se compose de 39 membres, dont 20 membres élus par l'assemblée générale des membres du COJO et 19 membres de droits : le président du Comité olympique français, les membres français du CIO, des membres du Conseil général de l'Isère, du conseil municipal de Grenoble et des conseils municipaux des stations qui ont soutenu la candidature, Autrans, Huez, Lans-en-Vercors, Méaudre, Mont-de-Lans, Saint-Martin-d'Uriage, Vénosc et Villard-de-Lans. En 1966, la commune de Saint-Nizier-du-Moucherotte rejoint elle aussi le conseil d'administration après être devenue station olympique par la construction d'un tremplin de saut à ski sur son territoire.
L'armée est sollicitée par le comité d'organisation pour opérer un certain nombre de tâches liées à l'organisation des Jeux : préparation et entretien des installations sportives sur les lieux d'épreuve, transport de matériel et de personnel, équipement en liaisons filaires des lieux d'épreuve, mise en place de clôtures, travaux sur les infrastructures ou les parkings, prêt de matériel, enfin police et secourisme sur les pistes d'Autrans, Villard-de-Lans et Saint-Nizier-du-Moucherotte.

### Aspects économiques

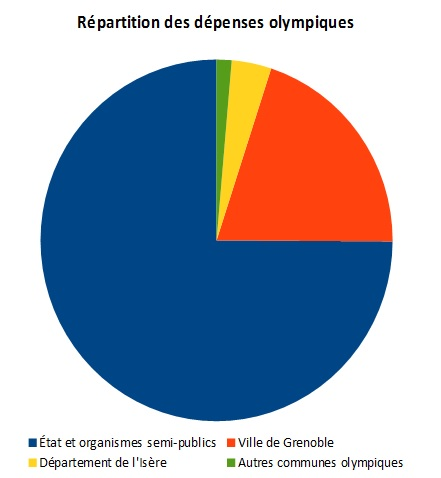
Répartition des dépenses.

Le coût des Jeux de Grenoble s'élève à 1 097 295 000 francs. Les investissements concernent les infrastructures de communication et de transport, les sites d'hébergement ou de compétition, les équipements culturels et ceux destinés aux médias, ainsi qu'un certain nombre d'équipements généraux dans les villes olympiques. L'État en finance la plus grande partie avec un investissement de plus de 519 millions de francs, auxquels il faut ajouter l'investissement d'organismes publics ou semi-publics, comme l'ORTF ou la SNCF à hauteur de 302,6 millions de francs. Le département de l'Isère participe pour plus de 40 millions de francs, tandis que la ville de Grenoble investit 220,3 millions de francs et les autres communes olympiques 15 millions de francs.
La construction des différents sites de compétition coûte 92,517 millions de francs, mais les dépenses les plus importantes se situent dans l'aménagement des infrastructures routières et ferroviaires (465,181 millions de francs) et la construction du village olympique pour plus de 179 millions de francs. Le comité d'organisation reçoit une subvention de fonctionnement de 90,429 millions de francs de la part de l'État,.

### Transports
D'importants travaux sont entrepris sur les routes menant aux stations de ski. Les différents aménagements réalisés pour faciliter l'accès à la station de Chamrousse coûtent 33 millions de francs. Ils consistent en l'élargissement des chaussées, l'aménagement d'un carrefour et de ponts en béton armé ainsi que la création d'une bretelle de 3 400 m entre Uriage-les-Bains et Grenoble. La pente maximum de ce viaduc de Gières est réduite à 9 % et certains virages sont modifiés pour faciliter le passage d'engins lourds de transport. La construction de nouveaux tronçons et l'élargissement de certaines routes visent également à faciliter l'accès au massif du Vercors. La circulation se fait en sens unique, en utilisant la voie du plateau de Saint-Nizier-du-Moucherotte à l'aller et la route traversant les gorges d'Engins au retour. Une déviation permet d'éviter la traversée étroite du village de Sassenage, tout en limitant la pente moyenne de la route à 6 %. Une route empruntant des voies communales et un tronçon neuf de huit kilomètres permet l'accès à Autrans depuis la vallée du Rhône sans passer par Grenoble, pour un montant de quatre millions de francs, dont un million pour le percement d'un tunnel de 502 m de longueur, le tunnel du Mortier. Cet ouvrage d'art restera en service jusqu'en 1992, année où l'éboulement d'une falaise toute proche empêche son franchissement. La déviation de Vizille est créée, la route accédant à la station de l'Alpe d'Huez est elle aussi élargie et une déviation de 3,5 km permet d'atteindre la piste de bobsleigh sans traverser la station.
L'attribution des Jeux olympiques à Grenoble rend nécessaire la création d'un aéroport commercial. L'aérodrome Grenoble-Mermoz, trop exigu et gênant l'urbanisation au sud de la ville par sa trop grande proximité avec des habitations, est fermé. L'aéroport de Grenoble-Saint-Geoirs est construit au terme d'un projet porté par le maire de Grenoble, le préfet de l'Isère et le président de la Chambre de commerce et d'industrie de Grenoble. L'État ne participe pas au financement de sa construction car il considère que ce projet entre en concurrence avec celui de Lyon-Satolas dans le cadre de l'aménagement régional, à l'encontre du principe de centralisation et de concentration financière. L'emplacement libéré par l'ancien aéroport est immédiatement utilisé pour construire le stade olympique de Grenoble, où se tient la cérémonie d'ouverture, ainsi que des parkings et une gare SNCF provisoire, la gare de Grenoble-Olympique. Les transports par avions légers s'effectuent également en utilisant des infrastructures déjà existantes, comme l'aérodrome de Grenoble-Le Versoud, l'altiport de l'Alpe d'Huez et la base d'hélicoptères de Chamrousse-Roche Béranger.

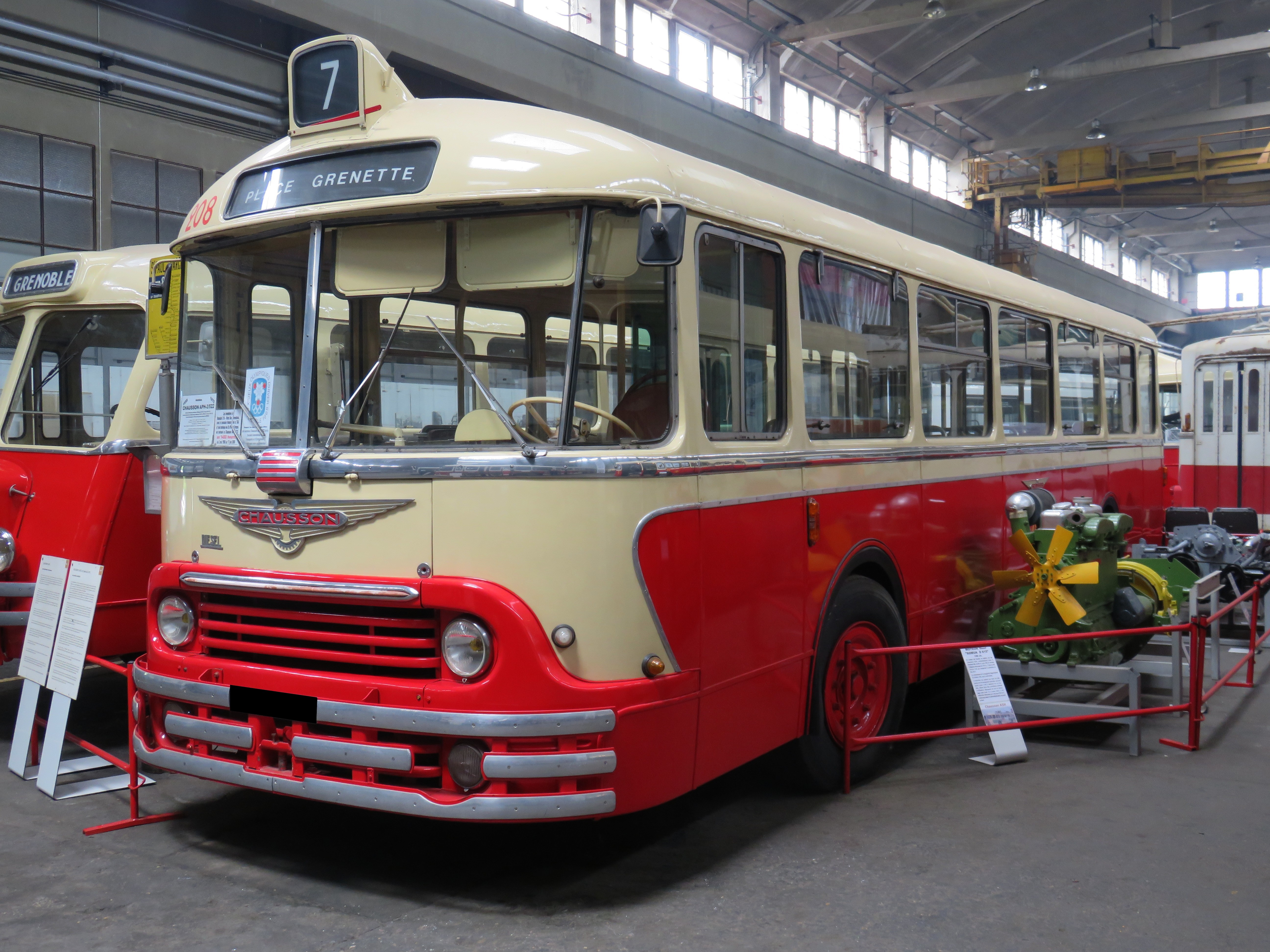
Autobus Chausson APH-2/522 utilisé en 1968 et exposé de nos jours à l'Histo Bus Dauphinois.

Un bâtiment appelé Alpexpo situé tout près de la gare provisoire devient le point des départs des cars acheminant les spectateurs vers les lieux des épreuves. Une société éphémère de cars, la Trans Olympe, y prend en charge les visiteurs à l'aide de 540 autobus venus de toute la France et des garages de plusieurs marques de camions y sont positionnés afin de pallier toute panne de véhicule. Par ailleurs, trois lignes de bus assurent des liaisons en provenance de la gare de Grenoble (ligne A), du pont de Catane (ligne B), de l'Île verte (ligne C) à destination de la gare de Grenoble-Olympique. Deux lignes de navettes assurent quant à elles les liaisons entre la gare de Grenoble ou le pont de Catane vers le stade de glace.
La mise en place du nouveau plan d'urbanisme grenoblois entraîne le déplacement de la voie ferrée reliant la ville à Chambéry de 2,5 km plus au sud, accompagné de la création de la rocade sud de contournement autoroutier, qui n'est achevée qu'en 1987. Un autopont sur le boulevard Joseph-Vallier est construit, de même que sur la rue Albert-Reynier. Par ailleurs, la mise en service des autoroutes A48 jusqu'à Voreppe, B48 jusqu'à son terminus au niveau du stade Bachelard et l'amorce de l'A41 jusqu'au Touvet complètent la liste des aménagements routiers autour de la ville.

### Médias
Pour la première fois dans l'histoire, les Jeux sont diffusés en couleur : sur les 155 heures de programmes produits par l'Office de radiodiffusion-télévision française (ORTF), 91 le sont en couleur. Les droits de diffusion rapportent 12,5 millions de francs à l'organisation, dont dix millions de francs versés par la chaîne ABC qui s'assure l'exclusivité des droits pour les États-Unis. L'Eurovision verse pour sa part 2,5 millions de francs, tandis que les Jeux sont également diffusés en Amérique du Sud, en Australie ou encore au Japon par l'intermédiaire de la chaîne NHK. Les téléspectateurs français bénéficient de 111 heures de retransmission en direct, dont 59 heures en couleur. Vingt-sept heures de retransmission en direct sont proposées aux États-Unis par l'intermédiaire du satellite Intelsat I. Pour améliorer cette retransmission, l'ORTF a installé une Maison de la Radio et de la Télévision sur 6 000 m2 dans le quartier Malherbe. De nombreuses installations provisoires sont mises en place pour faciliter la communication, comme des cabines téléphoniques et des télex publics.
Un centre de presse est construit sous la direction de Maurice Novarina dans le quartier Malherbe en vue d'accueillir les 2 500 journalistes qui couvrent l'évènement. Comme le village olympique situé à proximité, il est conçu dans le but d'être reconverti en logements pour la population grenobloise après les Jeux. Il consiste en un ensemble de sept bâtiments où sont logés les représentants de la presse écrite et de l'ORTF et un groupe scolaire qui accueille les journalistes des chaînes de radio et de télévision, ainsi que les employés des sociétés Ibm, Gestetner et Multitex, chargées de traiter l'information.

### Marketing
L'emblème des Jeux olympiques, créé par Roger Excoffon, représente un cristal de neige entouré des trois roses rouges symboles de la ville de Grenoble et surmontant les anneaux olympiques reproduits en blanc. L'emblème est entouré de l'appellation « Xe Jeux olympiques d'hiver - Grenoble 1968 »,. Le personnage de « Shuss », un objet rouge et bleu représentant un skieur, devient la première mascotte olympique, bien que non officielle. Créé par Aline Lafargue, des studios « Films et Promotion » de Paris, il se distingue par son pied unique et sa tête disproportionnée. Un set de pictogrammes est également créé pour présenter les différents sports et disciplines au programme. Inspirés de l'op art, un mouvement artistique né dans les années soixante, ces pictogrammes dessinés par Roger Excoffon représentent un athlète en mouvement qui apparaît au travers de courbes d'épaisseur variable. Ce système de trames graphiques vise à transmettre une impression de vitesse et de glisse, éléments caractéristiques des sports d'hiver. Ces pictogrammes, utilisés pour la communication par les différents médias, figurent également sur les médailles remises aux vainqueurs.

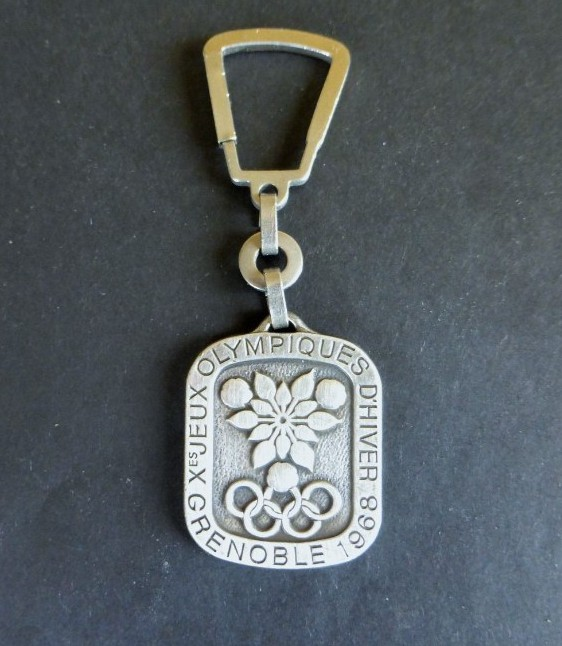
Porte-clés des Jeux.

En 1967, c'est le dessinateur et affichiste grenoblois Jean Brian qui remporte le concours lancé pour la création de l'affiche officielle des Jeux de Grenoble. Elle représente les anneaux olympiques dévalant "tout schuss" une pente de neige. Elle sera tirée à 170 000 exemplaires, et déclinée en plusieurs langues,.
De nombreux produits dérivés en rapport avec ces Jeux olympiques ont été créés. Le Ministère des PTT met en vente en avril 1967 un timbre pré-olympique d'une valeur de 60 centimes de francs et destiné à la correspondance internationale. Reproduisant l'emblème officiel des Jeux, il est édité à 300 000 exemplaires. Cinq timbres commémoratifs dessinés et gravés par Jean Combet sont mis en vente les 27 et 28 janvier 1968, avant l'ouverture des Jeux, représentant une discipline ou la flamme olympique. Le produit de la surtaxe généré sur ces timbres est partagé entre la Croix-Rouge et le comité d'organisation. Par ailleurs, la Société d'exploitation industrielle des tabacs et des allumettes fabrique 500 000 étuis de cinq cigarettes frappés de l'emblème des Jeux, distribués en France comme à l'étranger. Les marques de cigarettes « Isère » et « Grenoble » sont créées, et 230 millions de boîtes d'allumettes portant l'emblème des Jeux sont mises en vente. Un très grand nombre de cartes postales en couleur, d'objets divers et de matériel philatélique sont créés pour l'évènement.
Plusieurs entreprises sont désignées comme « fournisseur officiel des Jeux » : Renault pour les véhicules nécessaires au transport des athlètes, des officiels et des journalistes, Total pour le carburant de ces véhicules, Lip, Omega et Longines pour le chronométrage, IBM France pour le calcul des résultats et Gestetner pour leur duplication, Kodak-Pathé pour les films, Philips pour la sonorisation et les enregistrements électro-magnétiques, ainsi qu'Elektroimpex pour l'affichage lumineux des résultats. Ces entreprises sont les seules autorisées à exposer leur marque sur les lieux d'épreuve à condition que cette exposition se limite aux installations nécessaires à l'exercice de leur activité.

### Nations participantes

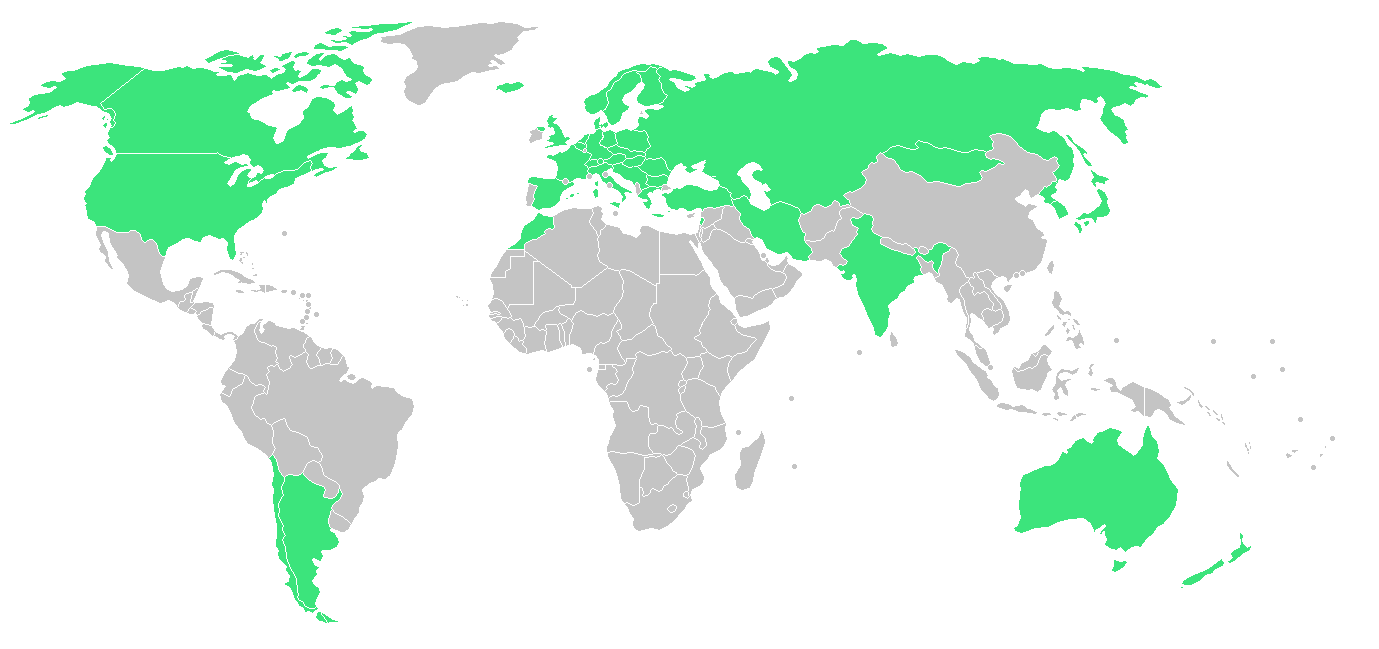
Trente-sept nations (en vert) participent aux Jeux de Grenoble.

Trente-sept nations envoient une délégation à Grenoble, soit une de plus qu'à Innsbruck en 1964, pour un total de 1 158 athlètes dont 947 hommes et 211 femmes. Pour la première fois, l'Allemagne de l'Est et l'Allemagne de l'Ouest sont présentes séparément. Alors que le CIO était parvenu à maintenir l'équipe unifiée d'Allemagne pour les précédents Jeux malgré la recrudescence des tensions entre l'Est et l'Ouest après la construction du mur de Berlin, il ne peut éviter la séparation des deux délégations à Grenoble. Dès la fin des Jeux d'été de 1964 à Tokyo, l'Allemagne de l'Est réclame une participation indépendante, ce qui est d'abord refusé par les pays de l'OTAN et plus particulièrement le gouvernement français, bien que la proposition reçoive le soutien de la majorité des fédérations sportives internationales. La participation séparée des deux équipes est entérinée lors de la session du CIO qui se tient à Madrid en octobre 1965.
Le Maroc connaît quant à lui sa première participation aux Jeux olympiques d'hiver. La Belgique et la Corée du Nord, présentes aux Jeux d'Innsbruck, n'envoient aucun athlète à Grenoble,. Enfin, la Nouvelle-Zélande fait son retour aux Jeux, pour sa troisième participation, la première depuis Squaw Valley en 1960.
Le nombre indiqué entre parenthèses est le nombre d'athlètes engagés dans les épreuves officielles pour chaque pays.
| - Allemagne de l'Est (57) - Allemagne de l'Ouest (75) - Argentine (5) - Australie (3) - Autriche (76) - Bulgarie (6) - Canada (70) - Chili (4) - Corée du Sud (8) - Danemark (3) - Espagne (18) - États-Unis (95) - Finlande (52) |  | - France (88) - Grande-Bretagne (38) - Grèce (3) - Hongrie (10) - Inde (1) - Iran (4) - Islande (4) - Italie (47) - Japon (61) - Liban (3) - Liechtenstein (9) - Maroc (5) - Mongolie (7) |  | - Norvège (66) - Nouvelle-Zélande (6) - Pays-Bas (9) - Pologne (31) - Roumanie (30) - Suède (68) - Suisse (34) - Tchécoslovaquie (48) - Turquie (11) - Union soviétique (86) - Yougoslavie (30) |

## Sites

### Sites sportifs

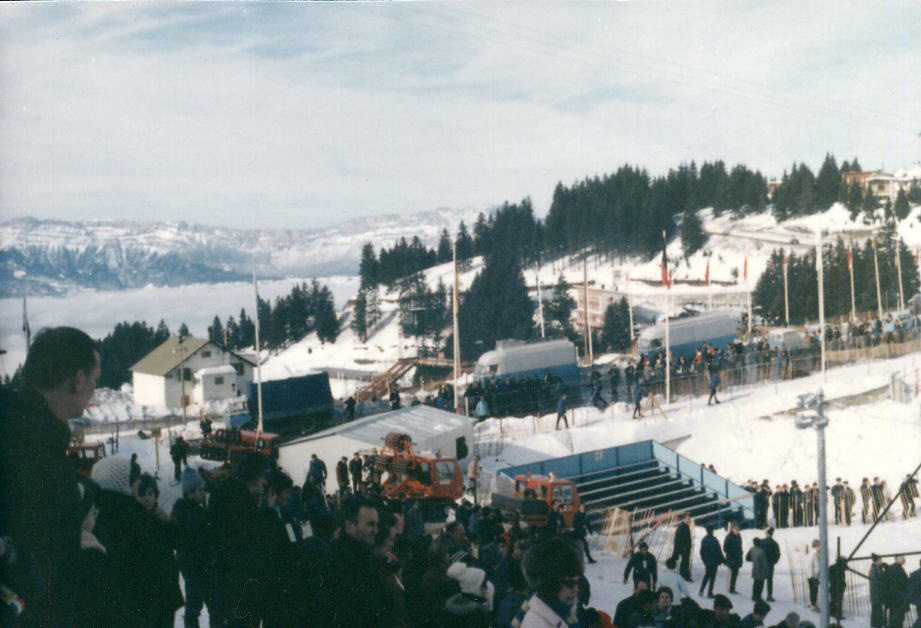
Le site de Chamrousse pendant les Jeux.

Bien que ville de plaine, Grenoble présente des atouts dans l'organisation des différentes compétitions sportives car elle se situe au croisement de plusieurs massifs montagneux. Les épreuves de neige sont ainsi organisées en dehors de la ville, s'étalant sur trois massifs : Autrans, Saint-Nizier-du-Moucherotte et Villard-de-Lans dans le Vercors, Chamrousse en Belledonne et L'Alpe d'Huez dans l'Oisans. La ville de Grenoble accueille, quant à elle, les épreuves de patinage et de hockey sur glace. Le Stade de glace, renommé par la suite « Palais des sports », est conçu par les architectes Robert Demartini et Pierre Junillon. Implanté à proximité du parc Paul-Mistral, il peut accueillir 12 000 spectateurs et concentre les épreuves de hockey sur glace et de patinage artistique. Un anneau de vitesse en plein air est aménagé à côté du Stade de Glace. D'une capacité de 2 500 spectateurs, il compte une piste de 400 m de longueur et 14 m de largeur pour les épreuves de patinage de vitesse,. La Patinoire municipale de Grenoble, inaugurée en septembre 1963 et testée à l'occasion des championnats d'Europe de patinage artistique 1964, sert de patinoire secondaire pour les hockeyeurs.

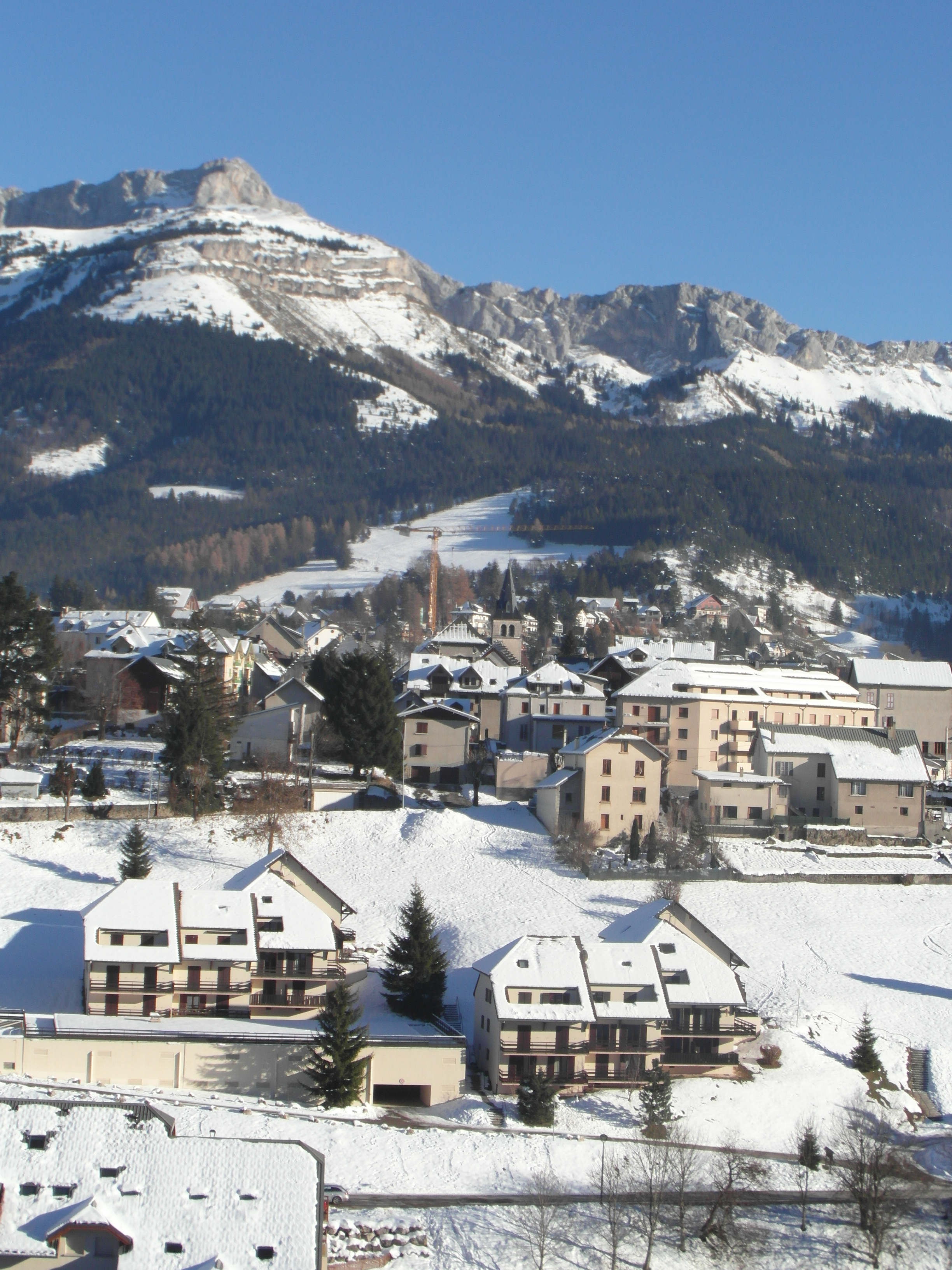
Villard-de-Lans en 2013.

La station de Chamrousse accueille les épreuves de ski alpin. La descente dames et les différents slaloms sont disputés sur les pistes du Recoin, tandis que la descente homme est disputée à Casserousse, à 2 km du Recoin, pour des raisons de configuration de terrain. D'importants travaux de terrassement sont entrepris pour aménager la partie haute de la descente de Casserousse, tracée à travers des barres rocheuses. La piste, d'une longueur de 2 890 m, est testée une première fois à l'occasion des championnats de France de 1966, puis lors des Semaines Internationales de 1967, à l'issue desquelles de légères modifications de terrain sont apportées sur le bas du parcours, avant l'homologation officielle de la piste. La création du stade de slalom dans la cuvette du Recoin nécessite quant à elle le comblement d'un ravin et l'aplanissement de près de 200 000 m3 de roc. La descente femmes, elle aussi disputée sur la piste du Recoin, possède une longueur de 2 160 m. Les règlements de la Fédération internationale de ski et du Comité international olympique imposant la sélection de pistes de repli pour le ski alpin, celles-ci sont prévues à L'Alpe d'Huez, station sélectionnée pour son ensoleillement et sa capacité hôtelière. L'aménagement des pistes de Chamrousse coûte 8,6 millions de francs.
Les épreuves de ski nordique, à savoir le ski de fond, le biathlon et le combiné nordique, ont lieu à Autrans, sur le massif du Vercors, de même que l'épreuve de saut à ski sur petit tremplin de 70 m, disputée sur le tremplin du Claret. La décision d'installer ce tremplin à Autrans est dictée par la proximité des pistes de ski de fond, également utilisées dans l'épreuve de combiné nordique. L'aire d'arrivée du tremplin a la forme d'un cirque creusé dans la montagne et peut accueillir 40 000 spectateurs. Le tremplin de 90 m est quant à lui édifié à Saint-Nizier-du-Moucherotte : le tremplin du Dauphiné est construit par l'architecte Pierre Dalloz, sur les conseils de l'Allemand Heini Klopfer (de), ancien sauteur à ski et architecte de tremplins. La piste d'élan, entièrement artificielle, amène sur une aire d'arrivée prévue elle aussi pour 40 000 spectateurs. Le montant de sa construction s'élève à 6,9 millions de francs.
Deux pistes sont construites pour la luge et le bobsleigh, alors que ces épreuves se disputent habituellement sur le même tracé. La station de Villard-de-Lans accueille la luge avec une piste de 1 000 m comptant une pente moyenne de 11 %. Elle est conçue sur le versant nord du Bois du Frier avec l'aide de l'ancien lugeur polonais Jan Steler. La piste de bobsleigh de l'Alpe d'Huez, dont l'altitude permet d'assurer la bonne conservation de la glace : le départ de la piste est situé à 2 030 m d'altitude et son arrivée à 1 890 m. D'une longueur de 1 500 m et d'une pente moyenne de 9,33 %, elle est conçue par l'architecte italien Luciano Galli à proximité du col du Poutran. L'aménagement de la piste de L'Alpe d'Huez coûte 6,7 millions de francs, tandis que la piste de Villard-de-Lans coûte 3,2 millions de francs.
Des « Semaines Internationales » sont organisées tout au long de l'année 1967 pour procéder à des essais techniques des installations sportives construites pour les Jeux.

### Sites d'hébergement

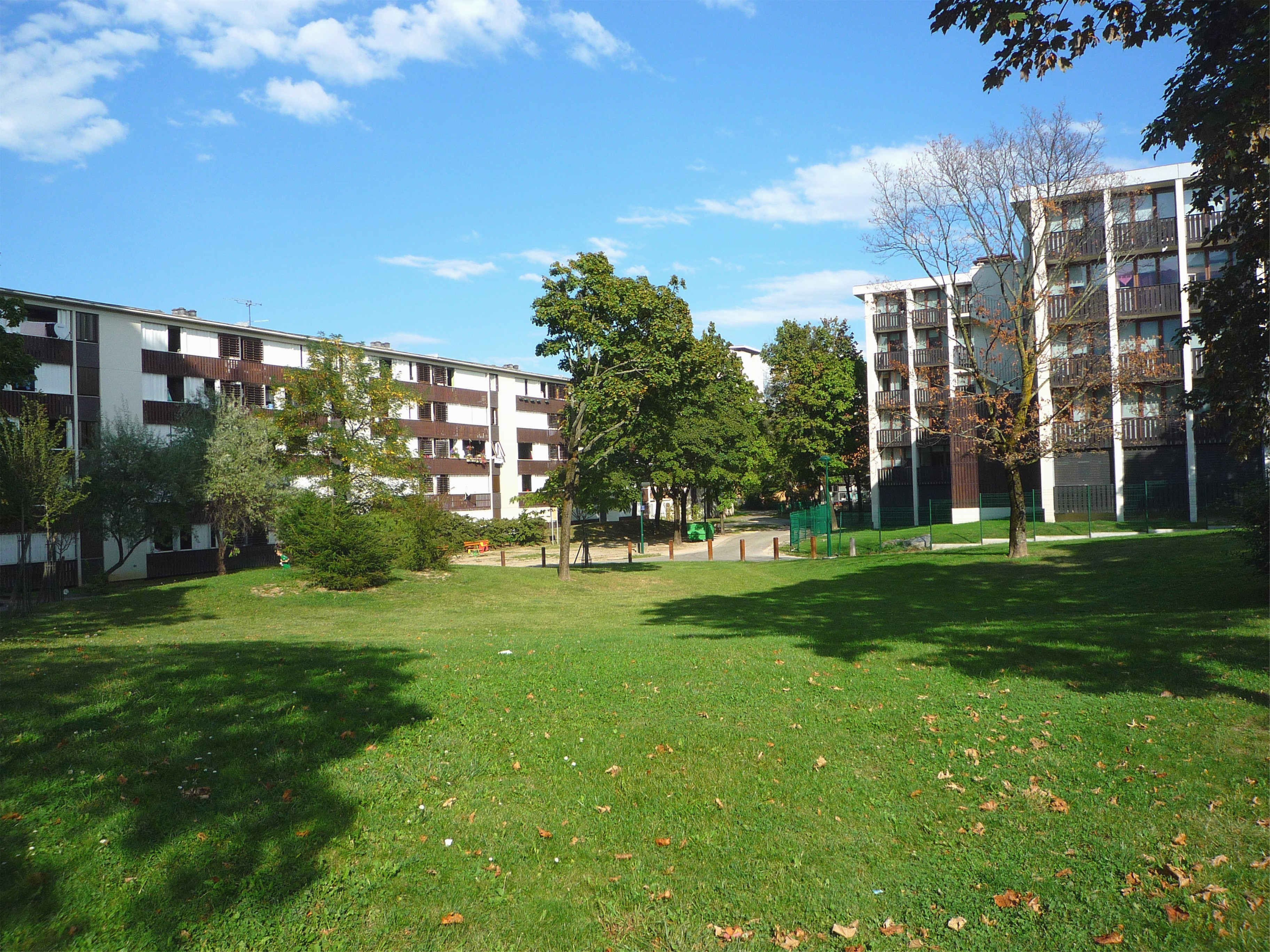
Le village olympique en 2014.

Deux villages olympiques sont construits dans les stations, à Autrans pour les épreuves nordiques et à Chamrousse pour celles du ski alpin. Mais le principal village est édifié à Grenoble et se compose d'un village olympique et d'une cité olympique. Agrémenté de trois restaurants, l'ensemble pouvant accueillir 8 054 lits est construit sous la direction de l'architecte Maurice Novarina dans le sud de la ville, en bordure des pistes de l'ancien aérodrome Grenoble-Mermoz[réf. nécessaire].
Le village olympique destiné aux athlètes et aux accompagnateurs est prêt le 15 janvier et se compose d'un groupe de onze bâtiments cubiques de quatre à cinq étages offrant 800 chambres individuelles, de deux bâtiments offrant 300 chambres individuelles, d'une tour de quinze étages offrant 62 appartements de trois à cinq pièces, ainsi que du centre de réception du village destiné à devenir par la suite l'école maternelle du quartier[réf. nécessaire].
La cité olympique hébergeant les services publics, ceux du comité olympique ainsi que les firmes participantes est prête le 15 octobre 1967 et se compose d'un groupe de douze bâtiments allongés offrant 1 200 logements et de sept tours de quinze étages offrant chacune 62 appartements de trois à cinq pièces.
Le village, caractérisé par ses façades en bois, et agrémenté par six œuvres d'art grâce au premier symposium français de sculpture organisé depuis l'été 1967, et l'ensemble de ce quartier sont labellisés trente-cinq ans après les Jeux « patrimoine du XXe siècle ».

## Déroulement

### Relais de la flamme olympique

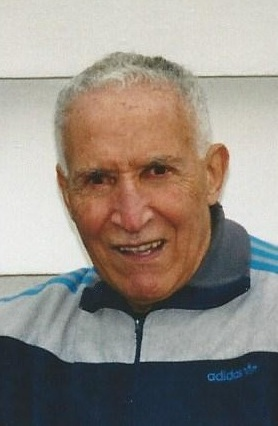
Alain Mimoun, premier relayeur.

D'une longueur de 70 cm, la torche olympique de Grenoble est un flambeau en tôle cuivrée surmonté d'une vasque dont la partie supérieure est crénelée. Un morceau de tissu rouge recouvre en partie le manche. L'inscription « Xe Jeux Olympiques d'Hiver Grenoble 1968 » est frappée sur la vasque.
La flamme est allumée à Olympie le 16 décembre 1967, conformément à la tradition, sous une pluie très importante. Elle est ensuite emmenée sur le mont Olympe où une cérémonie a lieu en son honneur, puis est transportée en France par Caravelle. L'ancien skieur alpin Jean Vuarnet, médaillé d'or en descente aux Jeux de Squaw Valley en 1960, reçoit la flamme à son arrivée à l'aéroport de Paris-Orly le 19 décembre 1967. Le coureur de fond Alain Mimoun, plusieurs fois médaillé olympique, est le premier relayeur sur le sol français. Le parcours de la flamme olympique en France comprend 7 222 km, dont 3 500 km parcourus à pied, 1 600 km à skis, 1 900 km par des moyens mécaniques divers (avion, hélicoptère, véhicule) et près de 300 km à bicyclette, à cheval ou à rame. Le parcours célèbre les massifs montagneux français, en prenant la direction des Vosges à la sortie de Paris, via Reims et Nancy, puis le Jura, le Massif central et les Pyrénées via Lyon et Bordeaux, et enfin les Alpes après un détour en Corse. La flamme olympique traverse le massif alpin entre Nice et Chamonix avant d'arriver à Grenoble lors de la cérémonie d'ouverture le 6 février 1968. Sur place, la flamme en provenance du massif de la Chartreuse emprunte les quais de l'Isère, traverse l'Isère par le pont de la Citadelle, rejoint le boulevard Gambetta, puis l'avenue Albert-1er-de-Belgique et enfin l'avenue Marcellin-Berthelot[réf. nécessaire].

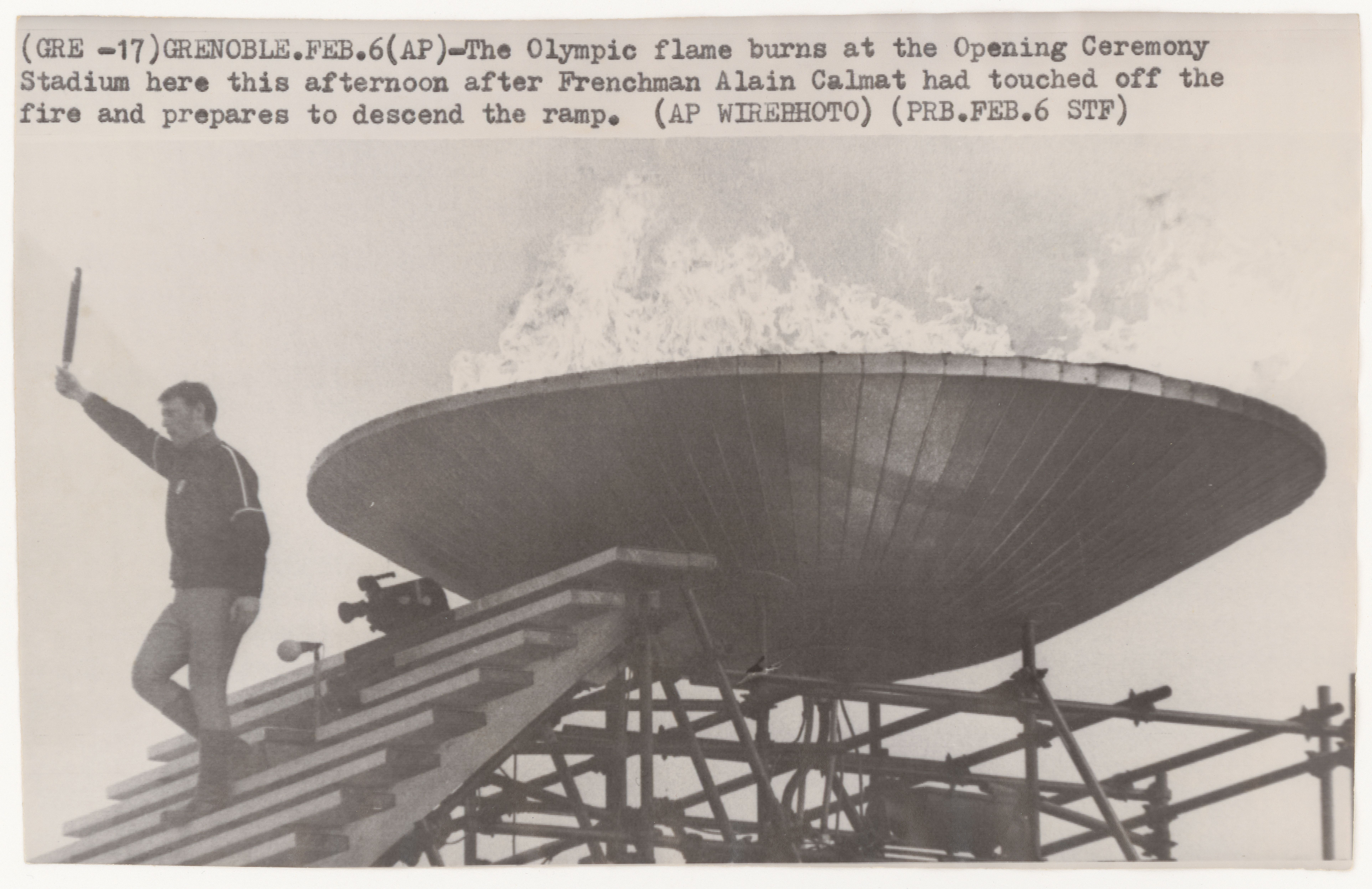
Alain Calmat brandissant la flamme olympique

### Calendrier des épreuves

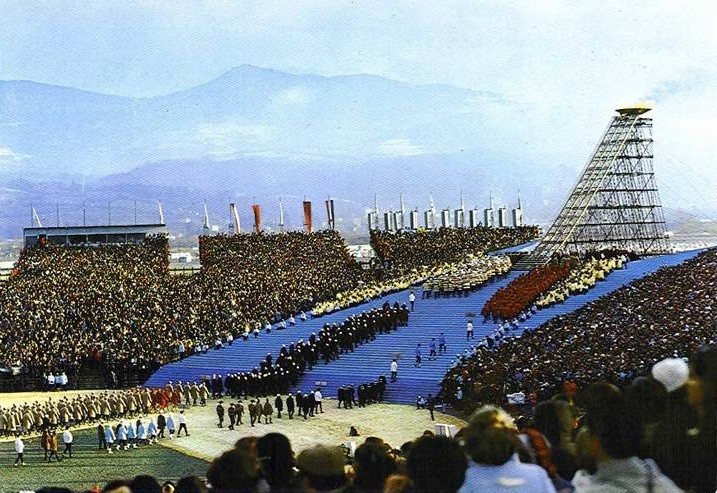
Lors de la cérémonie d'ouverture en couleur, sous les yeux du public, les athlètes prennent place à leur tour dans le stade.

| CO | Cérémonie d'ouverture | ● | Épreuve(s) | 1 | Finale d'épreuve officielle | CC | Cérémonie de clôture |

| février 1968           | 4 Dim | 5 Lun | 6 Mar | 7 Mer | 8 Jeu | 9 Ven | 10 Sam | 11 Dim | 12 Lun | 13 Mar | 14 Mer | 15 Jeu | 16 Ven | 17 Sam | 18 Dim | Épreuves |
| ---------------------- | ----- | ----- | ----- | ----- | ----- | ----- | ------ | ------ | ------ | ------ | ------ | ------ | ------ | ------ | ------ | -------- |
| Cérémonies             |       |       | CO    |       |       |       |        |        |        |        |        |        |        |        | CC     | —        |
| Biathlon               |       |       |       |       |       |       |        |        | 1      |        |        | 1      |        |        |        | 2        |
| Bobsleigh              |       |       |       |       | ●     |       |        | 1      |        |        |        |        | ●      | 1      |        | 2        |
| Combiné nordique       |       |       |       |       |       |       | ●      |        | 1      |        |        |        |        |        |        | 1        |
| Hockey sur glace       | ●     |       | ●     | ●     | ●     | ●     | ●      | ●      | ●      | ●      | ●      | ●      | ●      | 1      |        | 1        |
| Luge                   |       |       |       |       |       |       |        | ●      |        | 2      |        |        |        |        | 1      | 3        |
| Patinage artistique    |       |       |       | ●     | ●     |       | 1      | ●      |        | ●      | 1      |        | 1      |        |        | 3        |
| Patinage de vitesse    |       |       |       |       |       | 1     | 1      | 1      | 1      |        | 1      | 1      | 1      | 1      |        | 8        |
| Saut à ski             |       |       |       |       |       |       |        | 1      |        |        |        |        |        |        | 1      | 2        |
| Ski alpin              |       |       |       |       |       | 1     | 1      | ●      | 1      | 1      | ●      | 1      |        | 1      |        | 6        |
| Ski de fond            |       |       |       | 1     |       | 1     | 1      |        |        | 1      | 1      |        | 1      | 1      |        | 7        |
| Nombre de finales/jour | 0     | 0     | 0     | 1     | 0     | 3     | 4      | 3      | 4      | 4      | 3      | 3      | 3      | 5      | 2      |          |
| Total cumulé           | 0     | 0     | 0     | 1     | 1     | 4     | 8      | 11     | 15     | 19     | 22     | 25     | 28     | 33     | 35     | 35       |

### Cérémonie d'ouverture

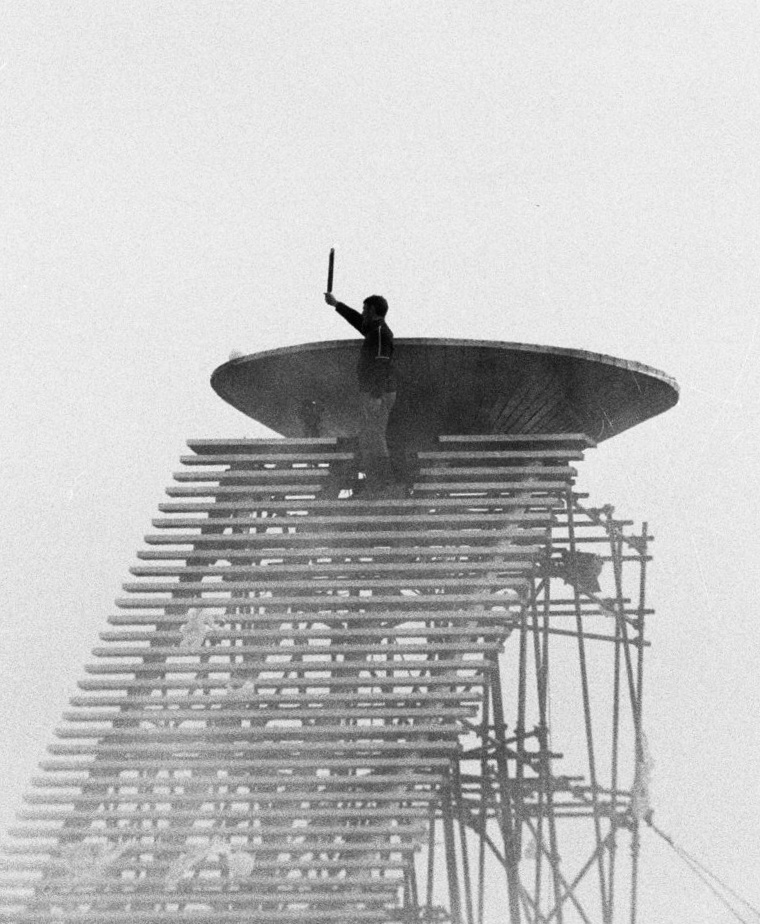
Alain Calmat, brandissant la torche, s'apprête à allumer la vasque de la flamme olympique, lors de la cérémonie d'ouverture, le 6 février.

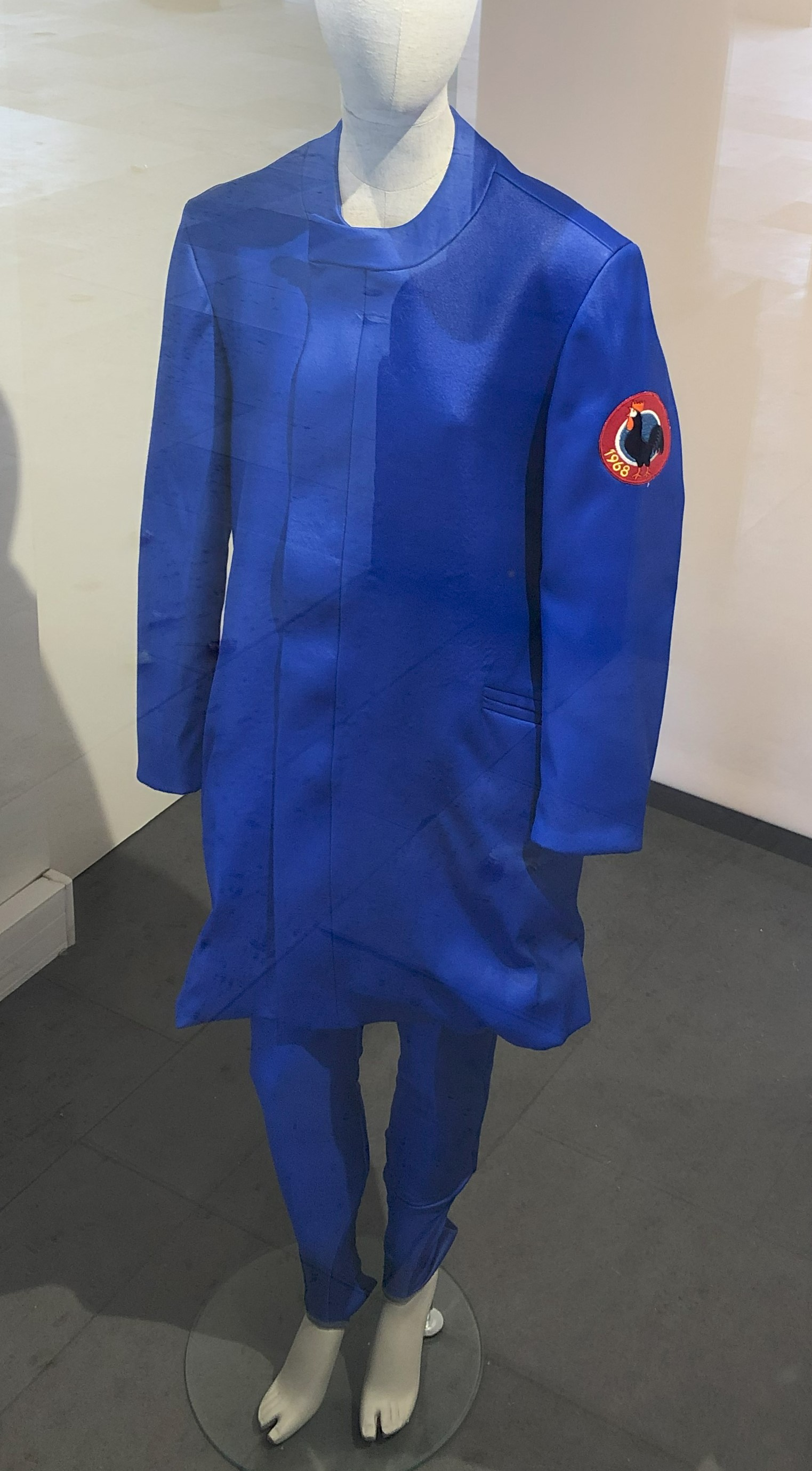
Tenue de la délégation française à la cérémonie d'ouverture

La cérémonie d'ouverture se déroule le 6 février 1968 dans le stade olympique de Grenoble, un stade provisoire de 60 000 places conçu par les architectes grenoblois Bruno Pouradier-Duteil et Georges Pillon et situé à l'extrémité sud de l'avenue Marcellin-Berthelot. Formé d'une structure tubulaire en acier, le stade recouvre une surface de 60 000 m2. L'animation de la cérémonie est l'œuvre du « Groupe de Paris », dirigé par Alain Duchemin, sur une musique de Jacques Bondon. La mise en scène et les décors sont réalisés par le cinéaste Jacques Valentin, assisté par l'architecte Denis Soulie. L'arrivée dans le stade de Charles de Gaulle, président de la République, marque le début de la cérémonie d'ouverture. L'exécution de La Marseillaise est suivie du défilé des athlètes, regroupés par délégations. Albert Michallon, président du comité d'organisation, et Avery Brundage, président du CIO, prononcent tour à tour un discours d'encouragement aux athlètes, puis Charles de Gaulle proclame l'ouverture officielle des Jeux.
Le patineur artistique Alain Calmat reçoit la flamme olympique à l'entrée du stade des mains de Daniel Robin, puis traverse le stade pour embraser la vasque olympique. L'enregistrement de battements de cœur lorsqu'il traverse le stade et qu'il gravit l'escalier de 96 marches le menant au sommet d'une haute tour d'échafaudages, jusqu'au pied de la vasque, est retransmis dans tout le stade qui devient alors silencieux. Puis, des hélicoptères déversent trois tonnes de roses en papier (symbolisant celles figurant sur les armes de la ville de Grenoble) sur les spectateurs. Le skieur alpin Léo Lacroix prononce le serment olympique, qui marque la fin de la cérémonie, et cinq Fouga Magister de la patrouille de France tracent les couleurs olympiques dans le ciel de Grenoble.

### Épreuves

#### Biathlon

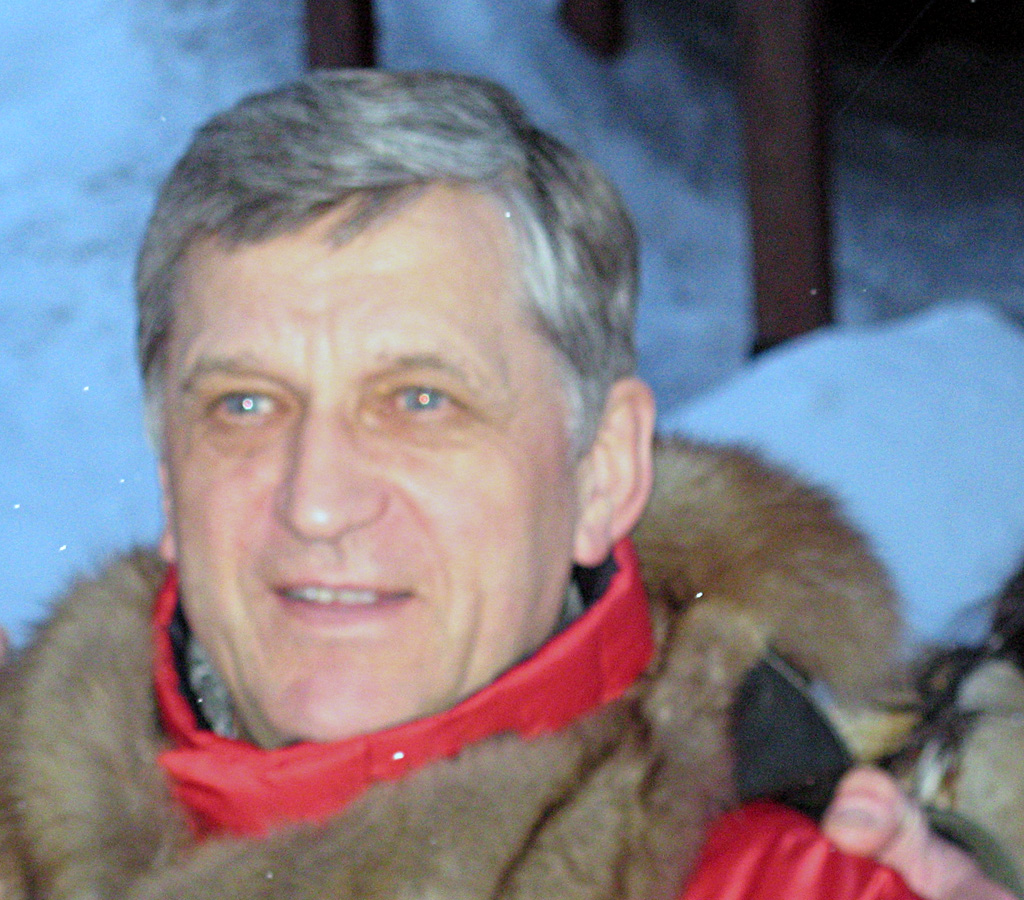
Alexandre Tikhonov, ici en 2007, remporte deux médailles lors de ces Jeux.

Les compétitions de biathlon ont lieu à Autrans, dans le massif du Vercors. Deux épreuves masculines sont au programme : la course individuelle de 20 kilomètres ainsi que le relais 4 × 7,5 kilomètres. Elles sont disputées par 72 athlètes de 16 pays différents. Les épreuves sont dominées par les Soviétiques, qui remportent trois médailles, tandis que les Norvégiens en remportent deux.
L'épreuve de 20 kilomètres a lieu le 12 février par un temps médiocre : un ciel couvert, une neige molle et une température douce. Le Norvégien Magnar Solberg, sélectionné à la surprise des journalistes de son pays à la place de l'ancien champion du monde Olav Jordet, remporte la course en 1 h 13 min 45 s 9 en ne manquant aucune cible. Le Soviétique Alexandre Tikhonov est deuxième : alors qu'il se montre le plus rapide sur les skis, il manque deux cibles qui lui valent une pénalité d'une minute chacune. Il est ainsi classé avec un temps de 1 h 14 min 40 s 4. Le podium est complété par un autre Soviétique, Vladimir Gundartsev, qui rate également deux cibles.
Le relais 4 × 7,5 kilomètres se déroule le jeudi 15 février et quatorze équipes composées de quatre coureurs y participent. Cette épreuve est introduite au programme olympique pour ces Jeux. Les favoris sont les Soviétiques, qui ont placé quatre coureurs dans les sept premiers lors de l'épreuve individuelle. La course initialement prévue le matin est décalée en début d'après-midi en raison du brouillard. Les Soviétiques, menés par Alexandre Tikhonov, s'adjugent le premier titre dans l'histoire de cette épreuve en occupant la tête de la course du début à la fin. Ils signent finalement un temps de 2 h 13 min 2 s 4 avec deux cibles manquées et sont suivis des Norvégiens, qui manquent cinq cibles, puis des Suédois, qui réalisent un sans faute mais se montrent moins rapides sur les skis, alors que la Pologne prend la quatrième place.

#### Bobsleigh

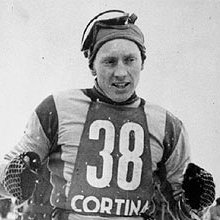
Âgé de 40 ans, Eugenio Monti remporte deux médailles d'or.

Les épreuves de bobsleigh, le bob à deux et le bob à quatre, se déroulent sur la piste de l'Alpe d'Huez. Onze nations engagent des bobeurs, pour un total de 90 participants. Le pilote italien Eugenio Monti, âgé de 40 ans, remporte la médaille d'or dans les deux épreuves.
Dès la première manche de l'épreuve de bob à deux, le 8 février, le bob italien d'Eugenio Monti et Luciano de Paolis devance un équipage roumain et un équipage britannique. Dans la deuxième manche, le bob d'Allemagne de l'Ouest piloté par Horst Floth se montre le plus rapide, mais les Italiens conservent la première place du classement général après le premier jour de compétition. Les conditions météorologiques retardent les deux dernières manches, qui sont finalement disputées le 11 février. Lors de la troisième manche, l'équipage Horst Floth-Pepi Bader prend la tête du classement alors qu'Eugenio Monti et Luciano de Paolis reculent au deuxième rang, mais les Italiens sont les plus rapides dans la quatrième et dernière manche au cours de laquelle ils établissent le record de la piste. Les deux équipages se retrouvent à égalité parfaite avec un temps cumulé de 4 min 41 s 54. Le règlement stipule qu'en cas d'égalité, l'équipage ayant réussi la manche la plus rapide est désigné vainqueur, c'est la raison pour laquelle la médaille d'or revient à Eugenio Monti et Luciano de Paolis, tandis que Horst Floth et Pepi Bader doivent se contenter de la médaille d'argent. La troisième place revient aux Roumains Ion Panțuru et Nicolae Neagoe, qui terminent à près de trois secondes des deux équipages de tête.
Les mauvaises conditions météorologiques perturbent également le déroulement de l'épreuve de bob à quatre et empêchent que les deux dernières manches soient disputées. Le classement final est alors établi sur la base des deux premières manches, disputées le 16 février, à l'issue desquelles l'équipage italien mené par Eugenio Monti se trouve en tête. La médaille d'argent revient au bob autrichien piloté par Erwin Thaler et la médaille de bronze au bob suisse de Jean Wicki. Ce dernier équipage, seulement septième à l'issue de la première manche, effectue une remontée spectaculaire en améliorant le record de la piste dans la seconde manche,.

#### Combiné nordique

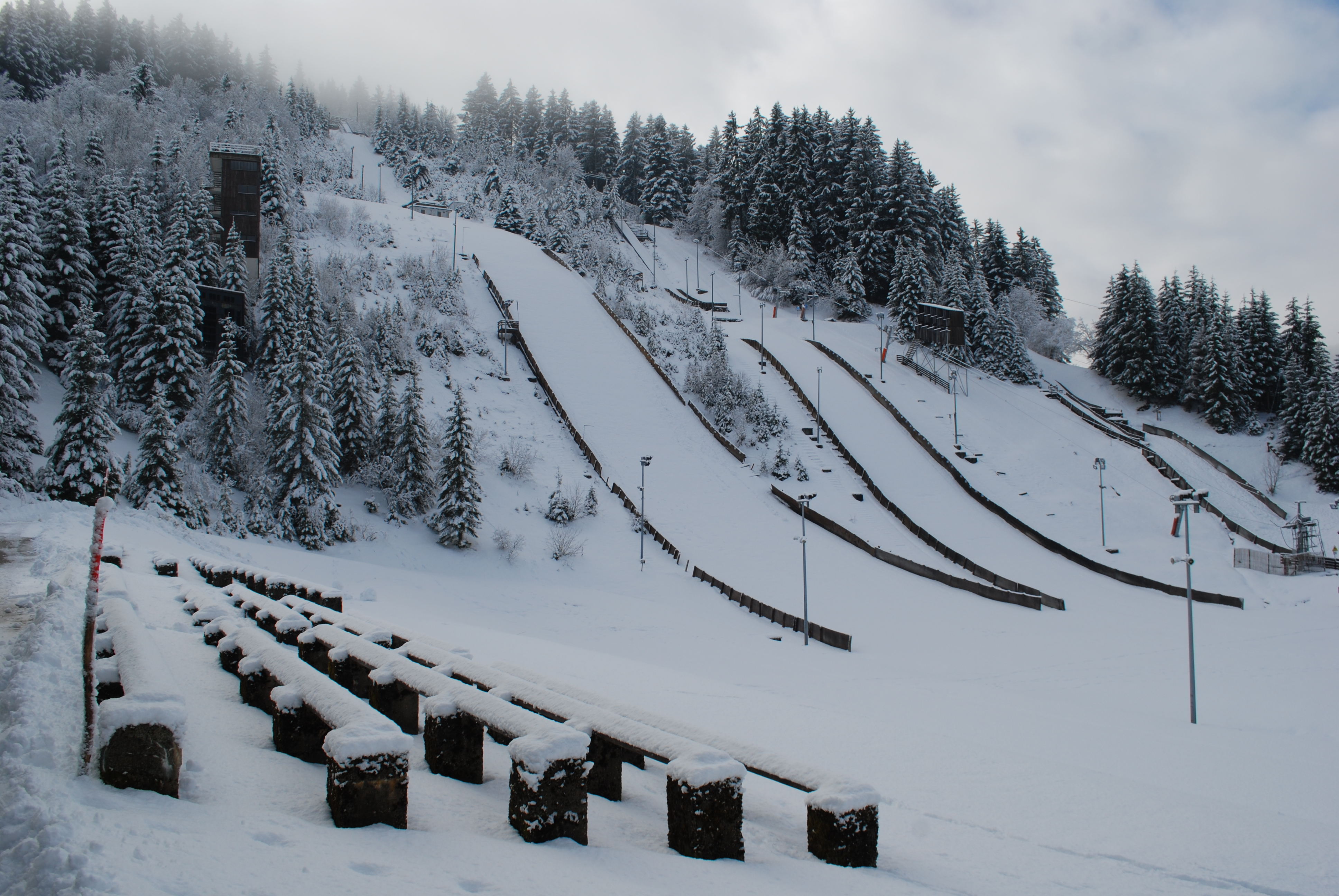
Le tremplin du Claret.

Aucun des six premiers du classement de l'épreuve lors des Jeux d'Innsbruck en 1964 n'est engagé lors de cette édition. Quarante-et-un représentants de treize nations participent à l'épreuve du saut sur le tremplin du Claret à Autrans le 10 février. L'Allemand de l'Ouest Franz Keller réalise le meilleur saut, à 77,5 m. Le Japonais Hiroshi Itagaki se place au second rang. Dans l'épreuve de 15 kilomètres ski de fond, disputée deux jours plus tard, le Suisse Alois Kälin réussit une grande performance : seulement 24e à l'issue du saut, il s'élance avec 3 min 30 s de retard sur Franz Keller et achève son parcours à seulement 6 s 3 de l'Allemand de l'Ouest. C'est insuffisant pour remporter la médaille d'or, qui revient à Franz Keller, mais cette performance lui permet de monter sur la deuxième marche du podium. Andreas Kunz, 10e après le saut, remonte au troisième rang et apporte la médaille de bronze à la délégation d'Allemagne de l'Est.

#### Hockey sur glace
Le tournoi olympique de hockey sur glace, qui est le dernier à faire également office de championnat du monde de la discipline, rassemble quatorze équipes réparties en deux groupes : huit équipes dans le groupe A se disputent les médailles sous la forme d'un tournoi toutes rondes et six équipes sont placées dans le groupe B pour disputer les matchs de classement de la 9e à la 14e place. Cinq équipes sont directement qualifiées dans le groupe A (l'Union soviétique, le Canada, les États-Unis, la Suède et la Tchécoslovaquie) et trois équipes dans le groupe B (l'Autriche, le Japon et la France), tandis que les autres équipes disputent un match à élimination directe pour déterminer leur groupe. L'Allemagne de l'Ouest, l'Allemagne de l'Est et la Finlande se qualifient pour le groupe A en battant respectivement la Roumanie, la Norvège et la Yougoslavie, qui rejoignent le groupe B. Les rencontres du groupe A sont disputées au Stade de glace et les rencontres du groupe B à la patinoire municipale,.
Triples champions du monde en titre, les Soviétiques sont les grands favoris du tournoi, d'autant qu'ils n'ont perdu aucune rencontre internationale depuis 1963. Alors qu'ils remportent leurs cinq premiers matchs, ils s'inclinent dans le sixième face à la Tchécoslovaquie (5-4). Ces deux équipes possèdent le même bilan de cinq victoires pour une défaite avant le dernier match, ce qui signifie que les Tchécoslovaques sont sacrés champions olympiques s'ils obtiennent un résultat identique aux Soviétiques lors de leur dernière rencontre. Alors que les Soviétiques s'imposent sur le score de 5-0 face aux Canadiens, troisièmes du tournoi et médaillés de bronze, la Tchécoslovaquie concède le match nul face à la Suède. L'Union soviétique gagne la médaille d'or, comme quatre ans plus tôt.

#### Luge

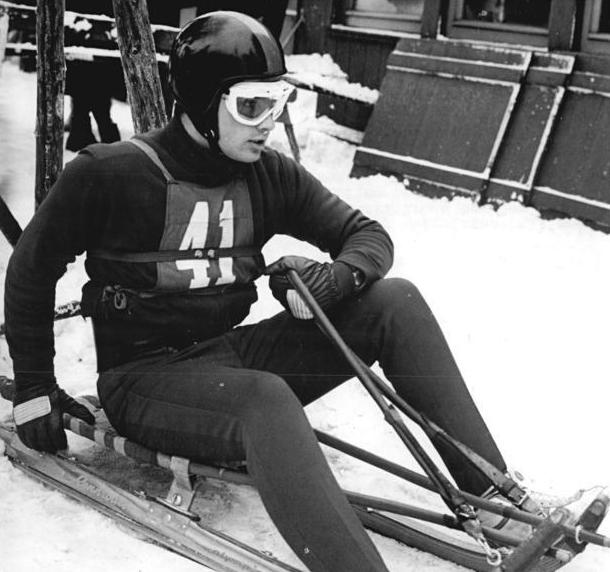
Klaus Bonsack médaillé d'argent en luge simple et champion olympique en luge double.

Intégrée au programme des Jeux quatre ans plus tôt, la luge rassemble lors de cette édition un total de 85 participants originaires de quatorze pays. Les épreuves, organisées sur la piste de Villard-de-Lans, souffrent des conditions climatiques : les températures trop élevées retardent plusieurs départs et provoquent l'annulation de certaines manches. Elles sont également marquées par un acte de tricherie : des concurrentes de l'Allemagne de l'Est sont disqualifiées pour avoir chauffé les patins de leur luge afin de gagner de la vitesse en piste.
La délégation est-allemande remporte toutefois trois médailles, dont l'or sur l'épreuve double devant l'Autriche et l'Allemagne de l'Ouest. Les deux engagés, Thomas Köhler et Klaus Bonsack, remportent également une médaille dans l'épreuve simple, se classant respectivement deuxième et troisième derrière l'Autrichien Manfred Schmid. Chez les femmes, le titre olympique revient à l'Italienne Erika Lechner, qui devance les Allemandes de l'Ouest Christa Schmuck et Angelika Dünhaupt.

#### Patinage artistique
Quatre-vingt-seize patineurs de 17 nations, dont 46 hommes et 50 femmes, sont rassemblés au Stade de glace pour les épreuves de patinage artistique. La patineuse américaine Peggy Fleming remporte la seule médaille d'or pour les États-Unis au cours de ces Jeux. Elle se classe en tête du programme court puis du programme libre et devance la patineuse est-allemande Gabriele Seyfert et la Tchécoslovaque Hana Mašková.
Dans l'épreuve par couples, les Soviétiques Ludmila Belousova et Oleg Protopopov gagnent leur second titre olympique après celui obtenu à Innsbruck quatre ans plus tôt. Pour la première fois dans l'histoire des Jeux, un autre couple soviétique monte sur le podium : Tatiana Zhuk et Aleksandr Gorelik se classent à la 2e place tandis que la médaille de bronze revient aux Allemands de l'Ouest Margot Glockshuber et Wolfgang Danne.
L'Autrichien Emmerich Danzer est le favori de l'épreuve masculine, en tant que double champion du monde et triple champion d'Europe en titre, mais il tombe lors du programme court et doit se contenter de la 4e place finale malgré sa bonne prestation dans le programme libre. La médaille d'or revient à un autre patineur autrichien, Wolfgang Schwarz. L'Américain Tim Wood et le Français Patrick Péra prennent respectivement les médailles d'argent et de bronze.

#### Patinage de vitesse

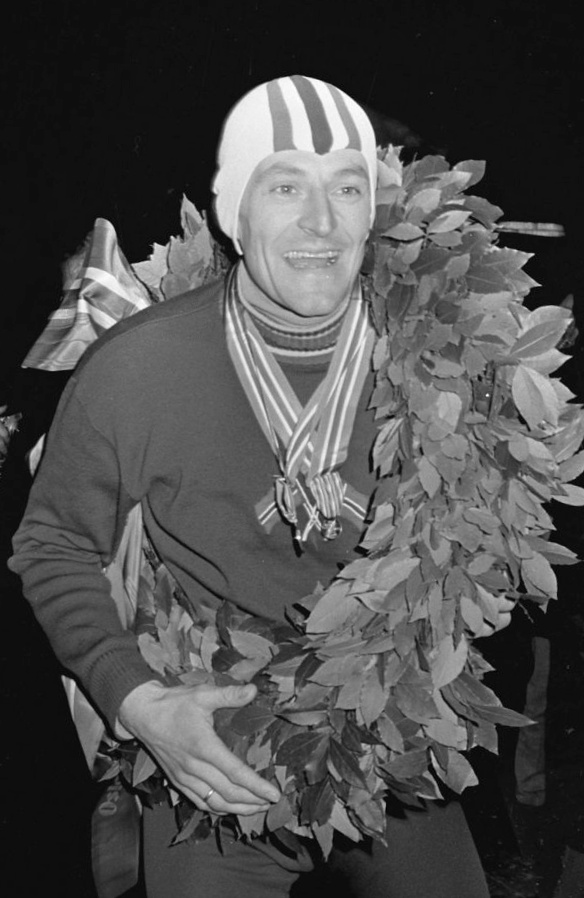
Fred Anton Maier bat le record du monde du 5000 m.

L'anneau de vitesse de Grenoble accueille les huit épreuves de patinage de vitesse organisées lors de ces Jeux : les 500 m et 1 500 m masculins et féminins, ainsi que le 1 000 m et le 3 000 m chez les femmes et les 5 000 m et 10 000 m chez les hommes. Cent-vingt-neuf participants représentent 19 pays. Les Pays-Bas dominent les compétitions avec un total de neuf médailles dont trois de chaque métal. Sept athlètes remportent deux médailles.
Le 15 février, le patineur norvégien Fred Anton Maier réalise une performance exceptionnelle sur le 5 000 m. Avec un temps de 7 min 22 s 4, il améliore son propre record du monde de 3 s 8 et obtient son premier titre olympique. Deux jours plus tard, il doit se contenter de la médaille d'argent sur le 10 000 m remporté par le Suédois Johnny Höglin. Lors de cette course, les cinq premiers patineurs battent le record olympique, sans toutefois améliorer le record du monde. Le Néerlandais Kees Verkerk, deuxième du 5 000 m, gagne la médaille d'or du 1 500 m. Chez les femmes, la Soviétique Lyudmila Titova, la Néerlandaise Carolina Geijssen et la Finlandaise Kaija Mustonen réalisent toutes les trois le même exploit, en remportant une médaille d'or et une médaille d'argent lors de ces Jeux.

#### Saut à ski
Soixante-six athlètes venus de 17 pays prennent part aux épreuves de saut à ski lors de ces Jeux. L'épreuve du petit tremplin se déroule le 11 février sur le tremplin au Claret d'Autrans. Chaque concurrent bénéficie de deux sauts. L'Autrichien Baldur Preiml réalise le plus long saut de la compétition avec 80 m. Le Tchécoslovaque Jiří Raška ne saute qu'à 79 m mais obtient une meilleure note de style que Baldur Preiml et remporte ainsi la médaille d'or. Baldur Preiml ne finit que sur la troisième marche du podium, devancé par son compatriote Reinhold Bachler.
L'épreuve du grand tremplin a lieu sept jours plus tard sur le tremplin du Dauphiné de Saint-Nizier-du-Moucherotte. Après son premier titre, Jiří Raška est le grand favori de l'épreuve et domine les entraînements qui se tiennent les jours précédents. Il est pourtant battu par le Soviétique Vladimir Belooussov, qui réalise le meilleur et le plus long saut à 101,5 m et devient ainsi le premier sauteur à ski soviétique médaillé d'or aux Jeux. Jiří Raška obtient la médaille d'argent, loin devant le Norvégien Lars Grini.

#### Ski alpin

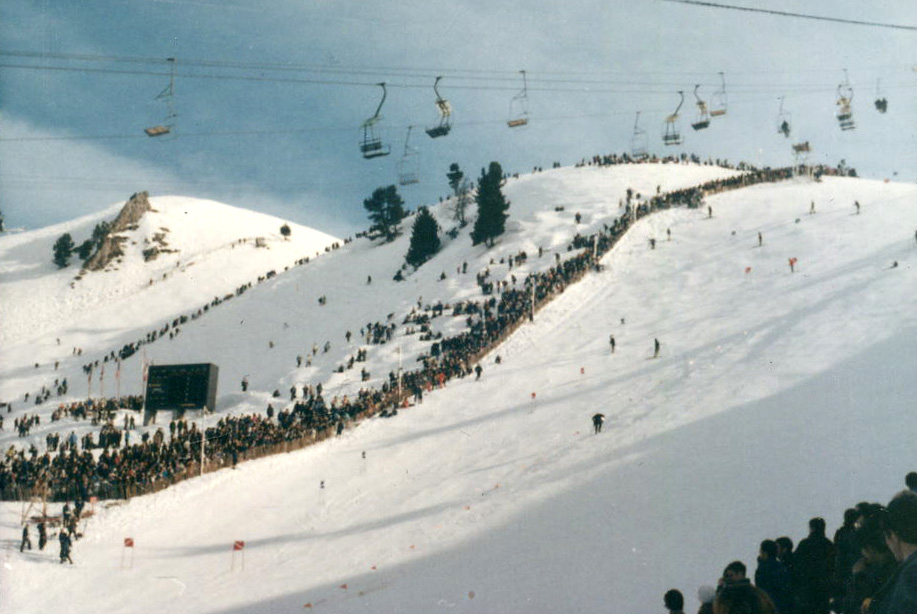
La station de Chamrousse lors de la première manche du slalom géant masculin.

La station de Chamrousse accueille les six épreuves de ski alpin programmées lors de ces Jeux : la descente, le slalom géant et le slalom spécial chez les hommes et chez les femmes. Ces épreuves rassemblent 191 skieurs de 33 nations, dont 136 hommes et 55 femmes. La France domine largement les compétitions en remportant huit médailles dont quatre titres olympiques. L'Autriche obtient cinq médailles, mais seulement une en or. Certains concurrents sont filmés par une caméra de l'ORTF depuis un hélicoptère[réf. nécessaire].

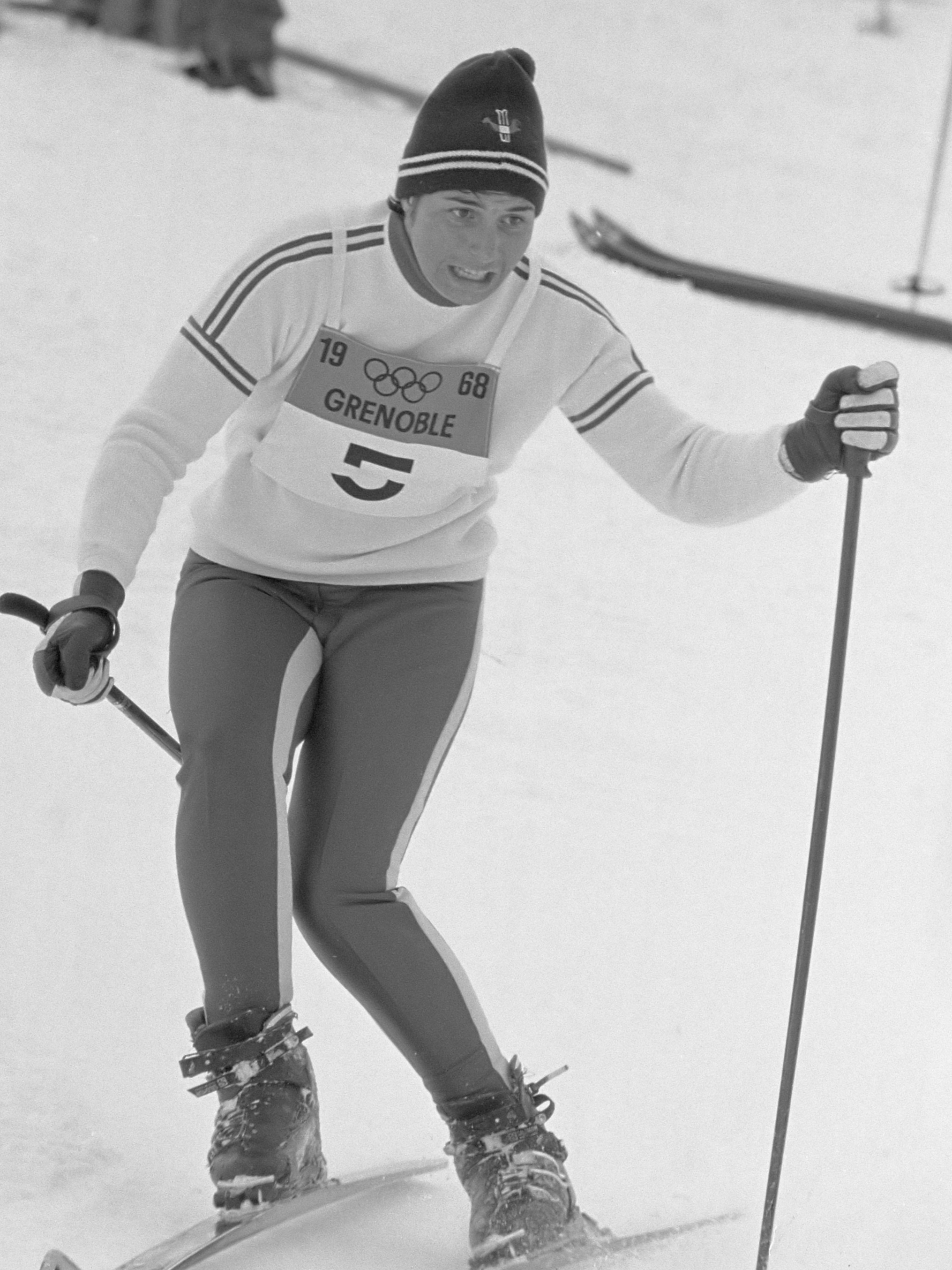
Marielle Goitschel remporte la médaille d'or en slalom.

La descente masculine, prévue le 8 février, est repoussée au lendemain en raison des conditions météorologiques défavorables. Le Français Guy Périllat s'élance en premier et établit le temps de référence, en 1 min 59 s 93. Il n'est finalement devancé que par son compatriote Jean-Claude Killy, grand favori de l'épreuve et qui améliore le meilleur temps de huit centièmes de seconde. Les Français réalisent ainsi le doublé, alors que la médaille de bronze revient au Suisse Jean-Daniel Dätwyler,. La première manche du slalom géant se tient le 11 février dans des conditions parfaites. Pour la première fois dans l'histoire des Jeux, il est couru en deux manches. Jean-Claude Killy est une nouvelle fois le favori, dans une discipline qu'il affectionne particulièrement. Il réalise le meilleur temps de la première manche, et bien qu'il concède 21 centièmes de seconde sur l'Américain Billy Kidd dans la deuxième manche, disputée le lendemain, il remporte son deuxième titre olympique, devant le Suisse Willy Favre et l'Autrichien Heinrich Messner,. La première manche du slalom est disputée dans le brouillard le 17 février. Jean-Claude Killy réalise le meilleur temps avec 31 centièmes de seconde d'avance sur l'Autrichien Alfred Matt. À l'issue de la seconde manche, le Norvégien Håkon Mjøen prend la tête du classement général, mais il est disqualifié pour avoir manqué deux portes. La victoire doit alors revenir à l'Autrichien Karl Schranz. Ce dernier a bénéficié d'une seconde chance et a été autorisé à descendre une deuxième fois car il dit avoir été gêné par un officiel dans le brouillard avant de franchir la 21e porte. L'équipe de France porte réclamation : les jurés disqualifient finalement Karl Schranz en l'accusant d'avoir manqué deux portes avant d'avoir été gêné. Jean-Claude Killy passe de la troisième à la première place et remporte ainsi sa troisième médaille d'or. Il égale ainsi l'Autrichien Toni Sailer, triple médaillé d'or à Cortina d'Ampezzo en 1956,. Le Suisse Dumeng Giovanoli, qui avait remporté le mois précédent les slaloms de Wengen et Kitzbühel, n'obtient aucune médaille.
Championne olympique et médaillée d'argent à Innsbruck en 1964, Marielle Goitschel apparaît comme l'une des grandes favorites des épreuves féminines après avoir remporté les classements de la Coupe du monde de descente et de slalom en 1967. Elle ne se classe pourtant que 8e de la descente remportée par l'Autrichienne Olga Pall. L'équipe de France obtient quand même une médaille avec la 2e place d'Isabelle Mir. L'Autrichienne Christl Haas complète le podium. Dans le slalom, Marielle Goitschel se montre à son meilleur niveau. Elle se classe 2e de la première manche derrière Judy Nagel, puis à nouveau 2e de la seconde manche derrière Nancy Greene, ce qui lui permet de remporter la médaille d'or. Elle devance Nancy Greene et une autre Française, Annie Famose. Contrairement à l'épreuve masculine, le slalom géant féminin ne compte qu'une seule manche. La Canadienne Nancy Greene, qui a remporté la Coupe du monde de la spécialité la saison précédente, tient son rang de favorite : elle domine la course avec 2 s 64 d'avance sur Annie Famose, sa plus proche poursuivante. La Suissesse Fernande Bochatay gagne la médaille de bronze, tandis que Marielle Goitschel, tenante du titre, se classe seulement 7e.

#### Ski de fond

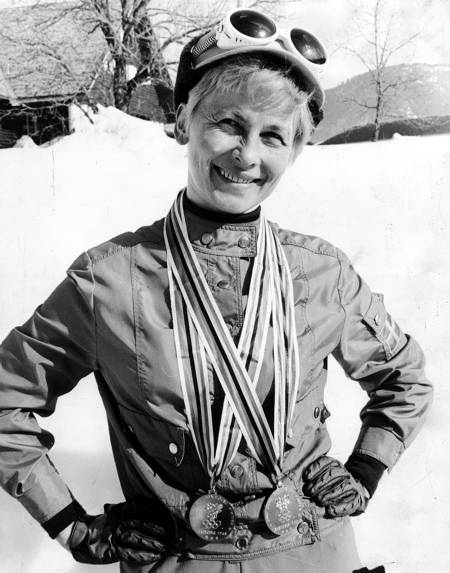
La fondeuse suédoise Toini Gustafsson, double médaille d'or.

Sept épreuves de ski de fond sont programmées à Autrans lors de ces Jeux : le 15 km, le 30 km et le 50 km chez les hommes, le 5 km et le 10 km chez les femmes, ainsi que les relais masculin et féminin. La Norvège est la nation la plus médaillée avec sept podiums dont quatre titres olympiques, et deux athlètes remportent chacun trois médailles, le Finlandais Eero Mäntyranta et la Suédoise Toini Gustafsson.
En remportant la course de 30 km, l'Italien Franco Nones devient le premier champion olympique de ski de fond hors pays scandinaves et Union soviétique. Favori de l'épreuve, Eero Mäntyranta finit à la 3e place, à près d'1 min 20 s du vainqueur. Harald Grønningen, champion olympique sur 15 km et Ole Ellefsæter, vainqueur du 50 km, remportent une autre médaille d'or avec le relais norvégien, qui s'impose avec 1 min 40 s d'avance sur les Suédois et 2 min 23 s sur les Finlandais.
Chez les femmes, la fondeuse suédoise Toini Gustafsson survole la première épreuve, le 10 km. À mi-course, elle possède déjà 15 secondes d'avance sur sa plus proche poursuivante, la Finlandaise Marjatta Kajosmaa, et finit avec une marge de 1 min 8 s sur la médaillée d'argent norvégienne Berit Mørdre Lammedal, tandis que Marjatta Kajosmaa s'écroule et termine à la 5e place, cédant la médaille de bronze à une autre Norvégienne, Inger Aufles. Dans le 5 km, Toini Gustafsson, qui est la dernière des 34 concurrentes à s'élancer, remporte sa deuxième médaille d'or. L'écart est cette fois plus réduit : elle devance la Soviétique Galina Kulakova d'un peu plus de 3 secondes. Le podium est complété par une autre Soviétique, Alevtina Kolchina. Gustafsson devient ainsi la première Suédoise à remporter deux médailles d'or lors des mêmes Jeux d'hiver. Elle gagne une troisième médaille en trois courses puisqu'elle achève le relais à la 2e place avec ses compatriotes Britt Strandberg et Barbro Martinsson. Le titre revient aux Norvégiennes Inger Aufles, Berit Mørdre Lammedal et Babben Enger Damon, tandis que le relais soviétique prend la médaille de bronze.

### Cérémonies de remise des médailles
Les cérémonies de remise des médailles se tiennent dans un seul et même lieu, le Stade de Glace. Dessinées par Roger Excoffon, les médailles ont un diamètre de 60 mm et sont frappées par l'Administration des Monnaies et Médailles. L'emblème des Jeux apparaît sur l'avers des médailles, entouré de l'appellation « Xe Jeux Olympiques d'hiver - Grenoble 1968 », tandis que le pictogramme de la discipline apparaît sur le revers. C'est la première fois dans l'histoire des Jeux d'hiver que les médailles sont différentes d'une discipline à l'autre.

### Cérémonie de clôture
La cérémonie de clôture des Jeux se déroule le dimanche 18 février au Stade de glace de Grenoble, en présence du premier ministre français Georges Pompidou. Au cours de la cérémonie, Jean-Claude Killy reçoit sa troisième médaille d'or, celle obtenue en slalom, des mains du comte Jean de Beaumont, président du Comité olympique français. La flamme olympique entre dans le stade portée par Daniel Robin, puis les athlètes défilent. L'hymne japonais est joué alors que le drapeau japonais est hissé en haut d'un mât pour saluer la ville de Sapporo qui accueillera l'édition suivante des Jeux d'hiver, en 1972. Le président du CIO Avery Brundage prononce un discours de clôture dans lequel il remercie les autorités et le comité d'organisation.

### Tableau des médailles
Quinze des trente-sept nations participant à ces Jeux remportent au moins une médaille et treize d'entre elles remportent au moins un titre olympique. La Norvège obtient quatorze médailles, dont six en or, six en argent et deux en bronze. Elle retrouve ainsi la première place du classement des nations, un rang qu'elle a occupé de 1924 à 1952, avant de se classer 7e en 1956, 4e en 1960 et 3e en 1964. L'Union soviétique, première nation lors des trois dernières éditions des Jeux d'hiver recule au deuxième rang avec treize médailles dont cinq en or. La France se classe troisième avec neuf médailles, dont quatre en or, trois en argent et deux en bronze, une progression de deux rangs par rapport aux Jeux d'Innsbruck en 1964. Avec ses quatre médailles, toutes en or, l'Italie se place au 4e rang des nations, alors qu'elle n'était que 12e quatre ans plus tôt. L'Autriche gagne onze médailles, le troisième total des nations, mais ne se classe que 5e avec seulement trois médailles d'or. Les deux équipes allemandes sont en retrait, à la 8e place pour l'Allemagne de l'Ouest avec sept médailles dont deux en or, et à la 10e place pour l'Allemagne de l'Est avec cinq médailles, dont un seul titre olympique.
| Rang  | Nation               | Médaille d'or, Jeux olympiques | Médaille d'argent, Jeux olympiques | Médaille de bronze, Jeux olympiques | Total |
| ----- | -------------------- | ------------------------------ | ---------------------------------- | ----------------------------------- | ----- |
| 1     | Norvège              | 6                              | 6                                  | 2                                   | 14    |
| 2     | Union soviétique     | 5                              | 5                                  | 3                                   | 13    |
| 3     | France               | 4                              | 3                                  | 2                                   | 9     |
| 4     | Italie               | 4                              | 0                                  | 0                                   | 4     |
| 5     | Autriche             | 3                              | 4                                  | 4                                   | 11    |
| 6     | Pays-Bas             | 3                              | 3                                  | 3                                   | 9     |
| 7     | Suède                | 3                              | 2                                  | 3                                   | 8     |
| 8     | Allemagne de l'Ouest | 2                              | 2                                  | 3                                   | 7     |
| 9     | États-Unis           | 1                              | 5                                  | 1                                   | 7     |
| 10    | Allemagne de l'Est   | 1                              | 2                                  | 2                                   | 5     |
| 10    | Finlande             | 1                              | 2                                  | 2                                   | 5     |
| 12    | Tchécoslovaquie      | 1                              | 2                                  | 1                                   | 4     |
| 13    | Canada               | 1                              | 1                                  | 1                                   | 3     |
| 14    | Suisse               | 0                              | 2                                  | 4                                   | 6     |
| 15    | Roumanie             | 0                              | 0                                  | 1                                   | 1     |
| Total | Total                | 35                             | 39                                 | 32                                  | 106   |

### Sportifs les plus médaillés

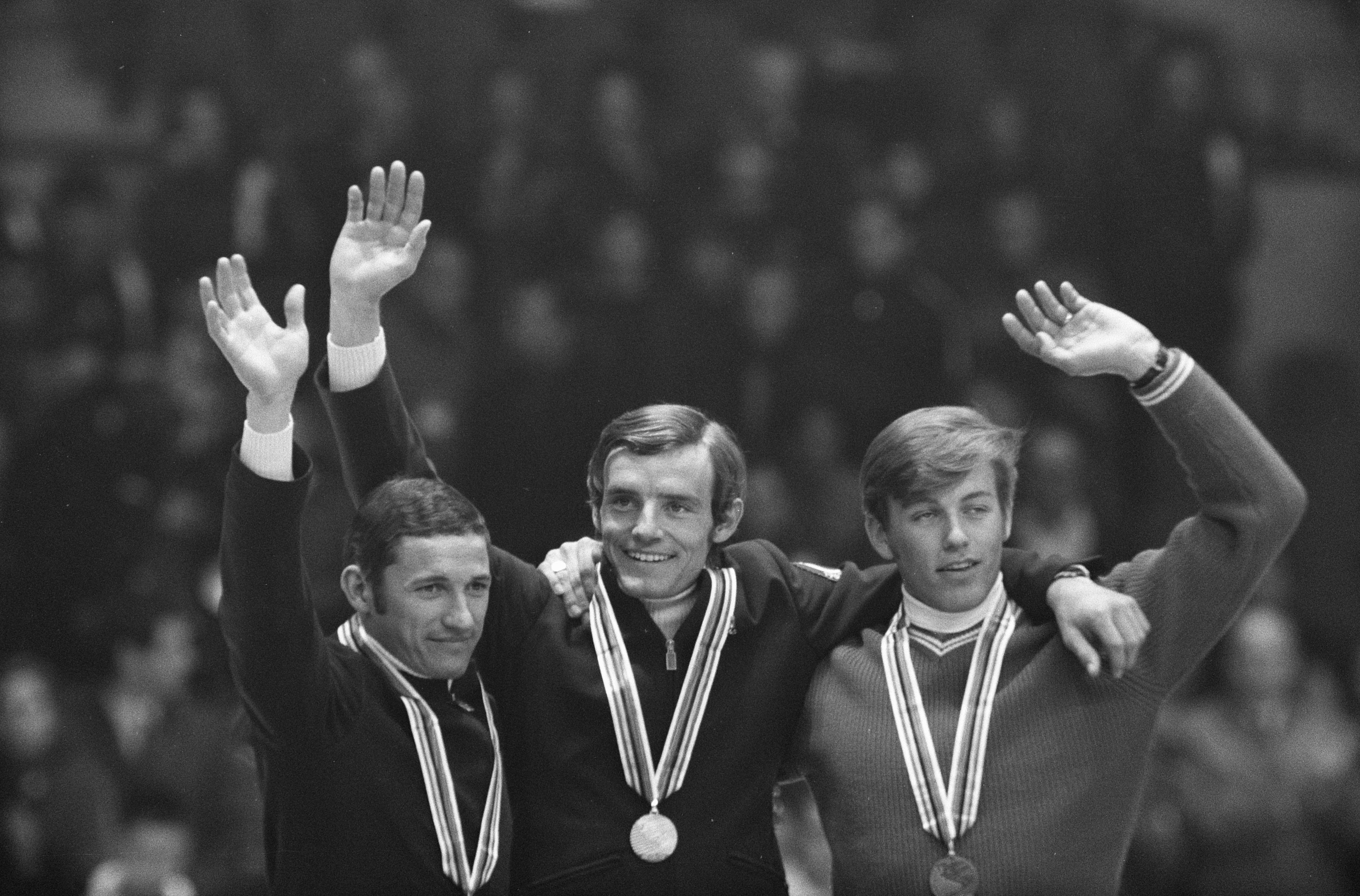
Jean-Claude Killy, au centre, remporte trois médailles d'or au cours de ces Jeux.

Le skieur alpin français Jean-Claude Killy, sacré dans toutes les épreuves auxquelles il participe, est le sportif le plus médaillé de ces Jeux avec trois médailles d'or.
| Rang | Athlète                    | Sport       | Médaille d'or, Jeux olympiques | Médaille d'argent, Jeux olympiques | Médaille de bronze, Jeux olympiques | Total |
| ---- | -------------------------- | ----------- | ------------------------------ | ---------------------------------- | ----------------------------------- | ----- |
| 1    | Jean-Claude Killy (FRA)    | Ski alpin   | 3                              | 0                                  | 0                                   | 3     |
| 2    | Toini Gustafsson (SWE)     | Ski de fond | 2                              | 1                                  | 0                                   | 3     |
| 3    | Luciano De Paolis (Italie) | Bobsleigh   | 2                              | 0                                  | 0                                   | 2     |
| 3    | Ole Ellefsæter (NOR)       | Ski de fond | 2                              | 0                                  | 0                                   | 2     |
| 3    | Harald Grønningen (NOR)    | Ski de fond | 2                              | 0                                  | 0                                   | 2     |
| 3    | Eugenio Monti (Italie)     | Bobsleigh   | 2                              | 0                                  | 0                                   | 2     |

## Réactions et retombées

### Bilan des Jeux
Les Jeux de Grenoble sont considérés comme un succès. La qualité de l'organisation des compétitions est particulièrement saluée malgré le report de quelques épreuves à cause du brouillard. Les résultats de l'équipe de France, avec neuf médailles dont trois en or pour le seul Jean-Claude Killy, soulèvent l'enthousiasme du public français,. Le succès populaire est relatif : 503 700 billets sont vendus, alors que le nombre escompté approchait le million de visiteurs avant les Jeux. Ces billets sont vendus principalement à une clientèle locale plus qu'étrangère, et surtout dans la deuxième semaine des Jeux, quand les billets d'abord commercialisés au prix fort deviennent plus accessibles. Pour la première fois, un chef d'État français reçoit les athlètes français au palais de l'Élysée après ces Jeux[réf. nécessaire].
Les dépenses liées à la construction des différents sites de compétition, des infrastructures et des équipements généraux placent ces Jeux sous le signe de la démesure. L'historien du sport Éric Monnin estime qu'« avec les Jeux de Grenoble, on assiste à un tournant dans la manière d'organiser et de médiatiser. Il faut absolument valoriser l'événement, en promouvant toute une région. Les Jeux deviennent une immense vitrine où se mêlent région, département, ville, sites, architecture, technologie. » Le déficit observé à l'issue des Jeux s'élève à 80 millions de francs, une somme importante mais bien moindre que celles enregistrées lors d'autres éditions, comme le souligne l'économiste du sport Wladimir Andreff. L'organisation de l'évènement a un impact durable sur les finances de la commune de Grenoble, qui met 27 ans pour rembourser ses emprunts estimés à plus de 200 millions de francs. Dans les trois années qui suivent les Jeux, les impôts locaux augmentent de 230 %. Pour autant, la ville aurait pu subir une situation économique bien plus difficile sans l'intervention de deux facteurs. D'une part, grâce à l'aide de l'État, seuls 20 % du coût total des Jeux lui reviennent, et d'autre part, l'inflation observée les années suivant les Jeux produit un effet modérateur sur la dette de la commune.
Sur le plan sportif, ces Jeux sont l'occasion de grandes premières pour l'olympisme à l'image des premiers contrôles antidopage et des premiers tests de féminité inclus dans le cahier des charges des Jeux à Grenoble, mais également l'utilisation des premiers chronomètres automatiques.

#### Commentaires des médias
Après les Jeux, le magazine municipal retranscrit quelques réactions de médias nationaux et étrangers. France-Soir relate « Tout d'abord le côté sportif et technique… Enfin tous les problèmes de circulation et de service d'ordre ont été réglés dans le calme avec une grande efficacité ». L'Équipe, « Des faits, des champions, des Jeux. Des épreuves d'une richesse exceptionnelle. Une grande victoire française à Grenoble: l'organisation parfaite ». La Croix, « La réussite est me semble-t-il indéniable » signe le journaliste Jean Vigneron. Combat, « Avec ces lumières et ces ombres, les Jeux de Grenoble furent cependant remarquables: l'organisation, en dépit de sa complexité, fonctionne sans à-coups. L'hébergement des athlètes parfait, l'information dans ces courses fut rapide et complète ». L'Aurore décrit : « C'est une grande réussite, surtout si l'on tient compte de l'effort colossal consenti par les chaînes de TV, que ce soit l'ORTF ou l'ABC. Les organisateurs avaient calculé leurs prévisions sur la venue d'un million de visiteurs, ils ne sont pas très loin du compte (25 à 30 % de spectateurs non payants). ». Le Monde, « C'est une ville jaillissante, nette, qui se révèle. Une ville du XXe siècle, ce qui n'est pas banal en France » relate Jean Lacouture[réf. nécessaire].
De son côté, la presse étrangère poursuit avec l'International Herald Tribune qui relate « Tout a été fait pour atteindre la perfection dans le domaine des facilités sportives ». The Daily Mirror précise « Cette cérémonie dépassait tout ce qu'un metteur en scène aurait pu mettre sur pied ». The Guardian, « Ce fut impressionnant et spectaculaire ». Die Presse, « Cérémonie de gala à Grenoble, pathétique mais solennelle, un super music-hall olympique qui n'a pas raté son effet. Une cérémonie d'ouverture minutée dans les moindres détails ». Volksblad, « La composition musicale avait presque transformé la cérémonie en jeux mystiques. Un évènement inoubliable. ». L'agence TASS, « Avant de quitter Grenoble, nous voudrions noter que tout a été fait pour que les épreuves puissent se dérouler au plus haut niveau sportif dans une ambiance de franche amitié entre athlètes de 37 pays ». Il Tempo, « L'organisation a été parfaite. Tous les services ont répondu à la perfection aux tâches qui leur étaient attribuées ». De Telegraaf, « La cérémonie d'ouverture était un peu pompeuse mais impressionnante et très bien organisée ». Enfin le journal suisse Sport écrit « Les Jeux de Grenoble pourraient être définis comme les Jeux de l'amabilité, de la politesse, du tact et du sourire. L'organisation en a été proche de la perfection »[réf. nécessaire].

### Retombées
L'organisation des Jeux olympiques renforce considérablement l'image de ville dynamique que possède Grenoble. Elle est même qualifiée de « première ville française du XXIe siècle » par l'hebdomadaire Paris-Match dans un numéro spécial consacré aux Jeux, en février 1968. La retransmission télévisée en couleur, pour la première fois dans l'histoire de l'olympisme, contribue également à répandre cette image. Le sociologue Michel Raspaud souligne que la ville attire de nombreux investisseurs après les Jeux, à l'image des entreprises Hewlett-Packard, Schneider Electric et Thomson qui y concentrent leurs activités. Parallèlement, de nombreux enseignants-chercheurs s'y installent. En revanche, l'impact des Jeux sur le développement du tourisme à Grenoble est relativement faible dans les années qui suivent les Jeux de 1968, mais plus important pour les stations alpines ayant accueilli les épreuves de neige. Celles-ci bénéficient à travers les Jeux d'une augmentation de leur capacité hôtelière, du nombre de remontées mécaniques ou encore du nombre de moniteurs de ski.

Le logo de la candidature de Grenoble aux Jeux d'hiver 2018.

À travers l'organisation des Jeux, la ville de Grenoble se dote de nouvelles infrastructures sportives, mais également d'équipements généraux prévus dans le Ve Plan d'Aménagement du Territoire : le nouvel Hôtel de ville, la nouvelle gare SNCF, la maison de la Culture, les accès autoroutiers ou encore l'aéroport de Grenoble-Saint-Geoirs. Pierre Arnaud et Thierry Terret modèrent l'impact direct des Jeux dans ces travaux de transformation et de rénovation urbaines, en précisant que « ces évolutions auraient de toute manière eu lieu, mais le consensus sur le caractère positif des JO a amené les divers responsables à en accélérer parfois la réalisation pour profiter de la médiatisation et de la dynamique olympiques. » Pierre Kukawka estime que les Jeux de Grenoble sont une vitrine pour la municipalité d'Hubert Dubedout, en tant que « laboratoire expérimental de la nouvelle gauche française », notamment autour du premier Groupe d'action municipale en France, créé par ce maire.
Si 80 % des travaux attendus dans le Ve Plan d'Aménagement du Territoire sont terminés dès la fin de l'année 1967, soit près de trois ans avant l'échéance prévue, l'exécution complète du programme olympique entraîne la ville de Grenoble dans une situation économique difficile et l'oblige à emprunter 20 millions de francs à la Caisse des dépôts et consignations en juin 1969 et près de 10 millions de francs en octobre 1970.
Après le retrait de la ville de Denver pour l'organisation des Jeux d'hiver 1976, la municipalité grenobloise envisage une nouvelle candidature placée sous le signe de l'économie et de la simplicité, en visant à réduire les charges financières pour transformer la recherche du prestige en une grande fête populaire. Le maire Hubert Dubedout justifie cette candidature auprès du Comité national olympique et sportif français comme un « retour aux sources par la réalisation de Jeux olympiques plus sportifs et populaires que prestigieux » et cherchant à « s'engager dans un processus de réduction des dépenses par rapport aux dernières expériences. » Cette candidature, à laquelle s'opposent de nombreux Grenoblois, n'aboutit pas,. Grenoble se porte une nouvelle fois candidate pour les Jeux d'hiver 2018, mais c'est finalement Annecy qui est choisie par le CNOSF pour porter la candidature française. Les Jeux sont finalement attribués à Pyeongchang, en Corée du Sud.

## Postérité

### Reconversion des équipements sportifs
L'utilisation des différents sites de compétition après les Jeux est contrastée. Le stade de Glace de Grenoble, transformé en Palais des Sports, est utilisé occasionnellement pour des rencontres de hockey sur glace ou de patinage, et plus régulièrement pour des compétitions d'athlétisme ou de cyclisme comme les Six jours de Grenoble. Il accueille également des manifestations de boxe, de basket ou de tennis ainsi que des expositions culturelles ou des concerts. Cette reconversion a permis à la ville de Grenoble de combler une partie des charges financières et des frais de fonctionnement entraînés par l'entretien du bâtiment, à l'image des travaux de réfection nécessaires pour réparer le défaut d'étanchéité originel de la voûte en béton, mais sa gestion demeure nettement déficitaire. L'anneau de vitesse est utilisé pendant quelques années pour le public, puis devient en 1990 une piste de patinage à roulettes à cause de la vétusté des installations frigorifiques, ce qui laisse la France sans anneau de glace,.

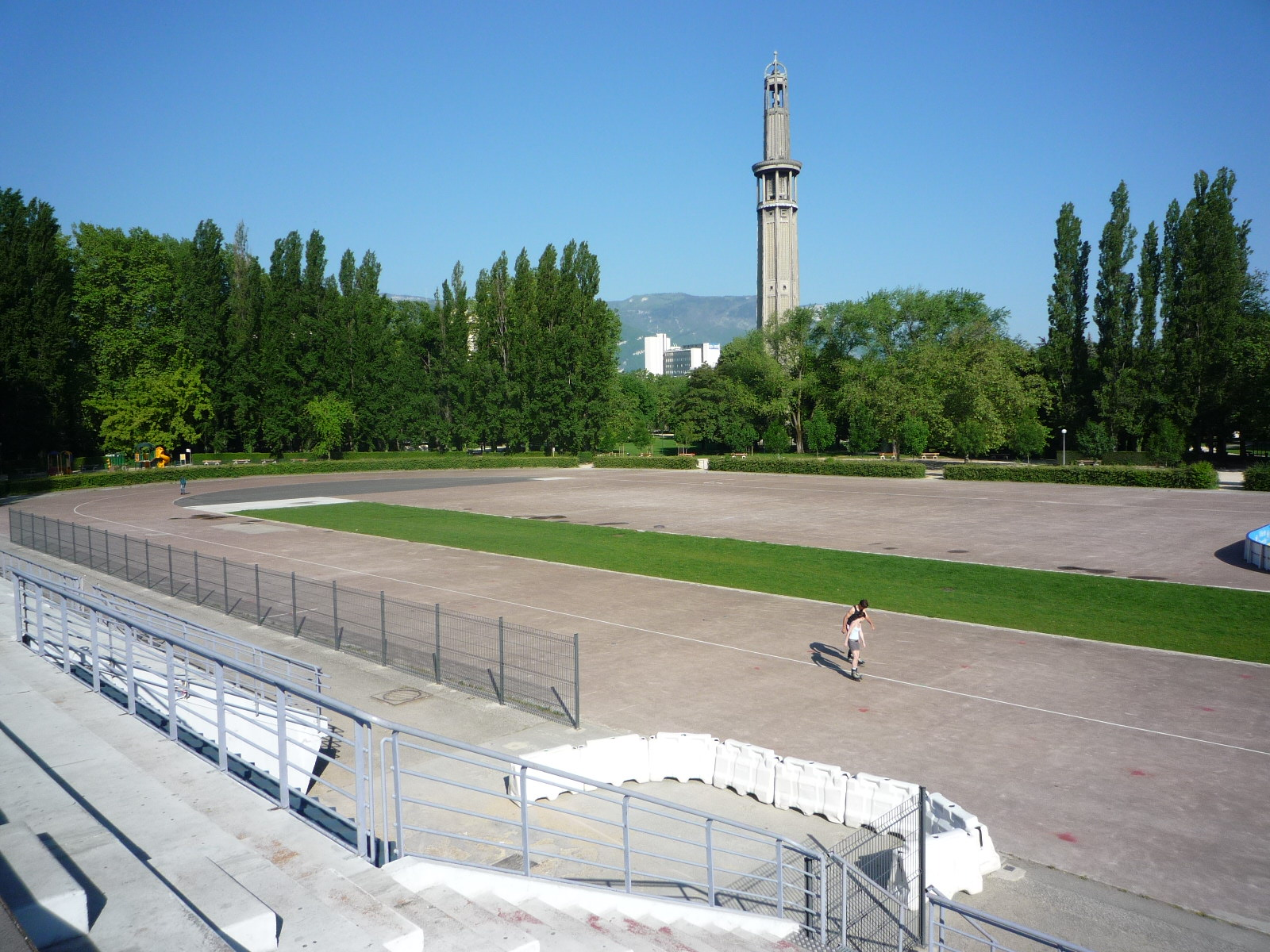
L'anneau de vitesse en 2010.

Les autres équipements sportifs sont peu à peu délaissés. Le tremplin d'Autrans, peu utilisé, accueille parfois des entraînements de sauteurs, tandis que celui de Saint-Nizier-du-Moucherotte est abandonné depuis le début des années 1990, souffrant de la concurrence du tremplin du Praz construit à Courchevel dans le cadre des Jeux d'Albertville en 1992. Il symbolise à lui seul la difficile reconversion fonctionnelle des sites olympiques qui conduit le plus souvent à leur abandon, comme le souligne, en 2014, Franck Girard-Carrabin, maire de la commune : « Après les Jeux olympiques, le tremplin a continué à servir pour des entraînements et des compétitions. Jusqu'en 1989. Et puis les normes ont changé. Il aurait fallu investir pour remodeler la piste de réception. Seulement, le saut à ski est une discipline mineure en France. Et Saint-Nizier ne dispose pas de structures de ski nordique alentour pour rentabiliser un tel investissement. Quand Albertville a organisé les Jeux, en 1992, son comité d'organisation s'est posé la question de rénover le tremplin pour le réutiliser. Mais les Savoyards étaient contre : Albertville, c'était les Jeux de la Savoie, pas ceux de l'Isère. » Inutilisé, le site est alors classé en zone dangereuse et son accès est interdit. De même, la piste de bobsleigh de l'Alpe d'Huez est détruite au cours des années 1990, tandis que la piste de luge de Villard-de-Lans, abandonnée elle aussi, est en partie reconvertie et intégrée dans un complexe touristique, le Ludi Parc.

### Postérité culturelle
Les Jeux de Grenoble servent de cadre au film américain La Descente infernale, réalisé par Michael Ritchie et sorti sur les écrans en 1969. Porté par les acteurs Robert Redford et Gene Hackman, il intègre quelques scènes tournées lors de la cérémonie d'ouverture. Un film documentaire, Treize Jours en France, réalisé par Claude Lelouch et François Reichenbach, est également tourné pendant les Jeux. Il présente des images des compétitions sportives et de la vie privée des champions, ainsi que des images des spectacles organisés autour des Jeux. Mais le documentaire par son style décousu et particulier déçoit le CIO et l'exploitation est confidentielle. Le film documentaire français Les Neiges de Grenoble, d'une durée de 1 h 37, est réalisé par Jacques Ertaud et Jean-Jacques Languepin.

### Impacts locaux
Des odonymes locaux rappellent le déroulement de ces Jeux en différents sites, comme la « Route des J.O. 68 » à Saint-Nizier-du-Moucherotte. En 1978, une avenue des Jeux-olympiques est inaugurée à Grenoble, reliant l'avenue Jean-Perrot à la commune de Saint-Martin-d'Hères. Depuis 2002, une association portant le nom de conservatoire observatoire laboratoire des Jeux olympiques de Grenoble ravive la mémoire de l'évènement olympique et supporte les différentes cérémonies festives qui y sont liées. Lors du quarantième anniversaire des Jeux, en 2008, la patineuse américaine Peggy Fleming est l'invitée d'honneur de la ville de Grenoble.

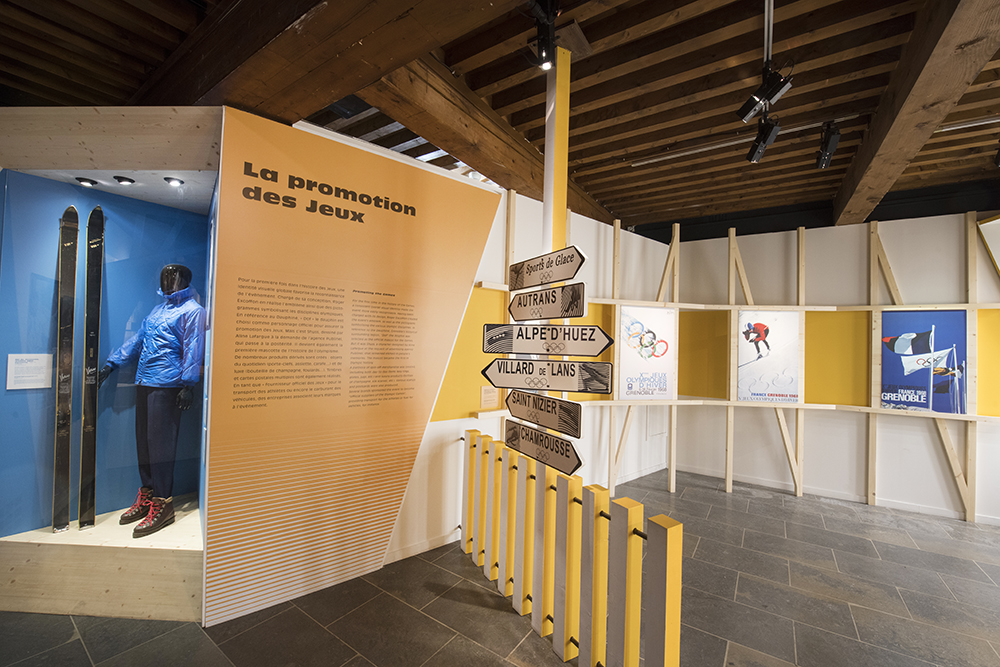
Salle d'exposition célébrant les Jeux de 1968 au musée dauphinois en 2018.

À l'occasion du cinquantième anniversaire des Jeux, en 2018, le musée dauphinois inaugure une exposition d'une durée de onze mois qui retrace l'évènement. Une version itinérante de cette exposition circule à travers le département de l'Isère durant l'année 2018. La chaîne TéléGrenoble réalise le 6 février 2018 sur l'anneau de vitesse une soirée spéciale de 75 minutes contenant un spectacle chorégraphique et pyrotechnique en l'honneur des Jeux. Des sportifs de l'époque y sont invités, à l'image de Jean-Claude Killy, Marielle Goitschel ou Alain Calmat. Pour autant, Anne-Marie Granet-Abisse, professeure d'histoire contemporaine à l'université de Grenoble, constate un « effacement des traces » laissées par les Jeux. Elle affirme que la mémoire de l'évènement disparaît peu à peu et qu'en dehors des passionnés, la plupart des Grenoblois ne font plus de lien entre les Jeux de 1968 et l'héritage qu'ils ont laissé à la ville : « Pour qu'une mémoire puisse exister, il faut qu'il y ait des traces, des points de fixation et surtout une transmission, qui dans le cas des JO ne s'est pas faite, ou seulement partiellement. Lorsque cette mémoire existe, elle est très incomplète : on se souvient de la mascotte Schuss, de la venue du Président De Gaulle, des victoires de Killy...Il n'y a donc pas une mémoire mais « des » mémoires sélectives des Jeux. » À l'inverse, l'attrait des collectionneurs pour les objets liés à cet évènement est toujours vif des années après les Jeux comme en témoigne la vente aux enchères de la torche olympique, en janvier 2018, en pleine période de célébration du cinquantième anniversaire des Jeux de Grenoble, pour la somme de 202 400 euros.

### Le conservatoire observatoire et laboratoire des Jeux Olympiques de Grenoble
Le conservatoire observatoire et laboratoire des Jeux Olympiques de Grenoble (COLJOG) est une association indépendante qui a pour vocation de recenser, protéger et mettre en valeur le patrimoine culturel, architectural, artistique et sportif des Jeux Olympiques de Grenoble (1968)[réf. nécessaire].

#### Histoire
Le Conservatoire observatoire et laboratoire des Jeux Olympiques de Grenoble a été créé en 2002 à l’initiative de Bernard Loucel, Jack Lesage et Paul Blanc. La plupart des membres de l’association se sont investis lors des Jeux de 1968 : Jack Lesage était le cinéaste attitré des JO, Paul Blanc le responsable des relations presse et Roger Alepée l’adjoint à la direction sportive du Comité d’organisation. Géo Perli, ancien footballeur professionnel, cofondateur du musée Géo-Charles à Échirolles, artiste peintre, sculpteur, est sollicité pour en prendre la présidence afin de dynamiser les projets et trouver de nouvelles idées en vue des commémorations à venir. L'idée d'un musée consacré aux Jeux d'hiver de 1968 est envisagée, mais on s’oriente très vite plutôt vers une célébration plus vivante afin de recréer un esprit olympique[réf. nécessaire].
L'association œuvre depuis cette date, en partenariat avec le musée olympique de Lausanne, l'Académie nationale olympique française, le musée national du sport de Paris, le musée dauphinois de Grenoble, le musée d'entreprise Skis Rossignol et les collectionneurs privés afin de répertorier, faire découvrir, rassembler, réhabiliter et valoriser l’exceptionnel patrimoine humain et matériel constitué à partir de 1964. Elle souhaite ainsi révéler et analyser les traces olympiques inscrites dans l’histoire locale, nationale et internationale. En 2010, elle a également soutenu activement la candidature de Grenoble à l'organisation des Jeux d'hiver de 2018[réf. nécessaire].
Le président de la structure est aujourd'hui Gilles Grindler qui a succédé à Géo Perli en 2019[réf. nécessaire].

#### Réalisations du COLJOG
En 2008, pour le 40e anniversaire des JO, la régie du téléphérique de Grenoble et le COLJOG ont réalisé une exposition réunissant objets et illustrations de la gare du téléphérique jusqu’au sommet de la Bastille, intitulée “1968-2008, panorama Olympique” du 8 février au 4 mai 2008, exposition autour de différents thèmes : l’épopée des Jeux, les symboles, l’innovation. À cette occasion, les cabines du téléphérique ont été décorées avec la mascotte des JO, Shuss.
Cette même année, le COLJOG publie Les Neiges de Grenoble, ouvrage écrit par Alain Arvin Berod, qui retrace la grande aventure humaine qui a scellé l'histoire d'une ville, d'une agglomération, d'un département et de la région Rhône-Alpes à l'olympisme.
Lancé le 11 janvier 2014, un parcours pédagogique, allant de la gare de Grenoble à Alpexpo suit la “voie triomphale” des JO. Ce parcours étant desservi par la ligne A du tramway depuis 1987, le SMTC et le COLJOG choisissent d'installer des flashcodes aux différentes stations de cette ligne et proposent, à l'aide d'un smartphone, de découvrir, ou redécouvrir, une partie du patrimoine historique, sportif et architectural encore présent ou disparu. Une rame de cette ligne A a alors été entièrement habillée aux couleurs des Jeux Olympiques de 1968.
Pour les 50 ans des Jeux de Grenoble, l'association a répertorié à travers la France, et le monde les anciens porteurs de la flamme olympique (7 000 personnes se sont relayées à pied, à skis et même en parachute pour porter la flamme olympique jusqu’à Grenoble) avec l'objectif de faire une grande exposition de photographies des relayeurs de l'époque présentée en gare de Grenoble durant tout l'hiver 2018. Le cinquantième anniversaire des Jeux de 1968 est également l'occasion pour le COLJOG de prêter des photos et des films lors d'une exposition au musée-bibliothèque de Grenoble à l'automne 2017, ainsi que pour celle organisée par le musée dauphinois à partir du 6 février 2018.
Par ailleurs, le COLJOG porte le projet, en collaboration avec la ville de Grenoble, de l'aménagement et la valorisation du patrimoine architectural hérité des Jeux olympiques basé dans le parc Paul-Mistral comme l’actuel palais des sports (ancien palais de glace), l’ancien anneau de vitesse et ses bâtiments tribunes et l’actuelle Halle Clemenceau (ancienne patinoire), ainsi que l'hôtel de ville. Il faut y rajouter les œuvres monumentales issues du premier symposium de sculptures réalisé en 1967 pour honorer la venue des Jeux Olympiques d'hiver ainsi que la valorisation du mat et de la vasque olympique, patrimoine unique et hautement symbolique.

#### Shuss, mascotte des JO 1968
Shuss (créé par Aline Lafargue, créatrice de films animés à destination de la jeunesse pour l’ORTF) dont le COLJOG détient la propriété, est la première mascotte (non officielle) de l'histoire des Jeux olympiques et reste l'un des symboles emblématiques des JO de Grenoble.